# Segunda Federación 2023-24
La temporada 2023-24 de la Segunda Federación, de fútbol corresponde a la 3.ª edición de este campeonato que ocupa el cuarto nivel en el Sistema de ligas de fútbol de España. La fase regular dio comienzo el 2 de septiembre de 2023 y terminó el 5 de mayo de 2024. Posteriormente, a partir del 11 de mayo se disputaron la promoción de ascenso a Primera Federación y la promoción de permanencia, que finalizaron el 2 de junio.

## Sistema de competición
Participan noventa clubes de toda España, encuadrados en cinco grupos de dieciocho equipos según proximidad geográfica. Se enfrentan en cada grupo todos contra todos en dos ocasiones, una en campo propio y otra en campo contrario, durante un total de 34 jornadas. El orden de los encuentros se decide por sorteo antes de empezar la competición. La Federación Española de Fútbol es la responsable de designar las fechas de los partidos y los árbitros de cada encuentro y el equipo local la potestad de fijar el horario exacto de cada encuentro.
El ganador de un partido obtiene tres puntos, el perdedor cero puntos, y en caso de empate hay un punto para cada equipo.
Al término del campeonato, ascienden a Primera Federación diez equipos. El primer clasificado de cada grupo se proclama campeón y asciende directamente. En cada grupo, los cuatro equipos clasificados entre el segundo y el quinto lugar disputan la promoción de ascenso para decidir el segundo equipo que asciende. Esta promoción tiene formato de eliminación directa a doble partido.
Los cinco últimos equipos clasificados de cada grupo descienden directamente a Tercera Federación. Además, los cuatro decimoterceros clasificados con peor puntuación disputan la promoción por la permanencia para decidir dos equipos más que descienden. Por tanto, en total descienden 27 equipos.

## Equipos participantes

### Información de los equipos
| Equipo                           | Ciudad                     | Estadio                                | Capacidad |
| -------------------------------- | -------------------------- | -------------------------------------- | --------- |
| Águilas F. C.                    | Águilas                    | Estadio El Rubial                      | 4000      |
| Deportivo Alavés "B"             | Vitoria                    | Instalaciones de Ibaia                 | 2500      |
| U. D. Alzira                     | Alcira                     | Estadio Luis Suñer Picó                | 5000      |
| C. D. Andrach                    | Andrach                    | Sa Plana                               | 600       |
| Arandina C. F.                   | Aranda de Duero            | El Montecillo                          | 6000      |
| Arenas Club                      | Guecho                     | Góbela                                 | 2000      |
| Atlético Antoniano               | Lebrija                    | Municipal de Lebrija                   | 3500      |
| C. D. Atlético Paso              | El Paso                    | Municipal El Paso                      | 5000      |
| Atlético Saguntino               | Sagunto                    | Nou Camp de Morvedre                   | 4000      |
| Real Avilés                      | Avilés                     | Estadio Román Suárez Puerta            | 5400      |
| C. D. Badajoz                    | Badajoz                    | Estadio Nuevo Vivero                   | 15 198    |
| C. F. Badalona Futur             | Badalona                   | Nou Estadi Municipal de Badalona       | 4170      |
| Barakaldo C. F.                  | Baracaldo                  | Estadio de Lasesarre                   | 7960      |
| U. D. Barbastro                  | Barbastro                  | Municipal de Deportes                  | 5000      |
| Betis Deportivo                  | Sevilla                    | Luis del Sol                           | 1300      |
| Bilbao Athletic                  | Bilbao                     | Lezama                                 | 3250      |
| C. D. Brea                       | Brea de Aragón             | Piedrabuena                            | 2000      |
| C. P. Cacereño                   | Cáceres                    | Príncipe Felipe                        | 7000      |
| Cádiz C. F. Mirandilla           | Cádiz                      | Ramón Blanco Rodríguez                 | 2500      |
| C. D. Calahorra                  | Calahorra                  | La Planilla                            | 4500      |
| F. C. Cartagena "B"              | Cartagena                  | Ciudad Jardín                          | 2000      |
| C. D. Cayón                      | Santa María de Cayón       | Fernando Astobiza                      | 2700      |
| Cerdanyola del Vallès F. C.      | Sardañola del Vallés       | Fontetes                               | 1000      |
| S. D. Compostela                 | Santiago de Compostela     | Estadio Verónica Boquete               | 16 666    |
| Coruxo F. C.                     | Vigo                       | O Vao                                  | 2200      |
| C. D. Covadonga                  | Oviedo                     | Juan Antonio Álvarez Rabanal           | 2000      |
| R. Z. Deportivo Aragón           | Zaragoza                   | Ciudad Deportiva                       | 2500      |
| R. C. Deportivo Fabril           | Abegondo                   | Ciudad Deportiva de Abegondo           | 1000      |
| El Palo F. C.                    | Málaga                     | Nuevo San Ignacio                      | 1092      |
| R. C. D. Espanyol "B"            | San Adrián de Besós        | Ciudad Deportiva Dani Jarque           | 3000      |
| C. D. Estepona F. S.             | Estepona                   | Francisco Muñoz Pérez                  | 3800      |
| C. E. Europa                     | Barcelona                  | Nou Sardenya                           | 4000      |
| S. D. Formentera                 | Formentera                 | Sant Francesc                          | 500       |
| S. D. Gernika Club               | Guernica y Luno            | Urbieta                                | 3000      |
| Getafe C. F. "B"                 | Getafe                     | Cd. Dptva. Fernando Santos de la Parra | 1500      |
| Gimnástica de Torrelavega        | Torrelavega                | El Malecón                             | 6007      |
| Gimnástica Segoviana C. F.       | Segovia                    | La Albuera                             | 3000      |
| C. D. Guadalajara                | Guadalajara                | Pedro Escartín                         | 8000      |
| C. D. Guijuelo                   | Guijuelo                   | Luis Ramos                             | 2000      |
| Hércules de Alicante C. F.       | Alicante                   | José Rico Pérez                        | 29 500    |
| C. D. Illescas                   | Illescas                   | Municipal de Illescas                  | 1000      |
| C. D. Izarra                     | Estella                    | Merkatondoa                            | 3500      |
| C. F. La Nucía                   | La Nucía                   | Olímpico Camilo Cano                   | 4000      |
| F. C. La Unión Atlético          | La Unión                   | Municipal de La Unión                  | 3000      |
| U. P. Langreo                    | Langreo                    | Nuevo Ganzábal                         | 4024      |
| R. B. Linense                    | La Línea de la Concepción  | Municipal de La Línea de la Concepción | 10 800    |
| Club Lleida Esportiu             | Lérida                     | Camp d'Esports                         | 13 500    |
| U. D. Logroñés                   | Logroño                    | Las Gaunas                             | 15 952    |
| A. D. Llerenense                 | Llerena                    | Fernando Robina                        | 1000      |
| C. D. Manchego Ciudad Real       | Ciudad Real                | Rey Juan Carlos I                      | 2200      |
| C. E. Manresa                    | Manresa                    | Nou Congost                            | 3660      |
| Racing Cartagena Mar Menor F. C. | Cartagena                  | El Pitín                               | 3000      |
| Marbella F. C.                   | Marbella                   | La Dama de Noche                       | 600       |
| Club Marino de Luanco            | Luanco                     | Municipal de Miramar                   | 3500      |
| C. D. Mensajero                  | Santa Cruz de La Palma     | Silvestre Carrillo                     | 6000      |
| U. D. Montijo                    | Montijo                    | Emilio Macarro Rodríguez               | 2000      |
| U. D. Mutilvera                  | Mutilva                    | Mutilnova                              | 2000      |
| Náxara C. D.                     | Nájera                     | La Salera                              | 1000      |
| C. D. A. Navalcarnero            | Navalcarnero               | Mariano González                       | 2500      |
| C. D. Numancia                   | Soria                      | Nuevo Los Pajaritos                    | 8261      |
| Orihuela C. F.                   | Orihuela                   | Los Arcos                              | 4000      |
| Ourense C. F.                    | Orense                     | O Couto                                | 5658      |
| Real Oviedo Vetusta              | Oviedo                     | Ciudad Deportiva El Requexón           | 3000      |
| S. E. Penya Independent          | San Miguel de Balansat     | Municipal de Sant Miquel               | 1000      |
| S. C. R. Peña Deportiva          | Santa Eulalia del Río      | Municipal de Deportes                  | 1500      |
| Pontevedra C. F.                 | Pontevedra                 | Pasarón                                | 10500     |
| Rayo Cantabria                   | Santander                  | Instalaciones Nando Yosu               | 1000      |
| Real Sociedad "C"                | San Sebastián              | Instalaciones de Zubieta               | 1000      |
| U. D. San Fernando               | Maspalomas                 | Ciudad Deportiva Maspalomas            | 1000      |
| A. D. San Juan                   | Pamplona                   | San Juan - Donibane                    | 1500      |
| C. D. San Roque de Lepe          | Lepe                       | Ciudad de Lepe                         | 3512      |
| U. D. San Sebastián de los Reyes | San Sebastián de los Reyes | Nuevo Matapiñonera                     | 3000      |
| U. E. Sant Andreu                | Barcelona                  | Narcís Sala                            | 6570      |
| Sevilla Atlético                 | Sevilla                    | Jesús Navas                            | 7500      |
| C. F. Talavera de la Reina       | Talavera de la Reina       | El Prado                               | 4200      |
| Terrassa F. C.                   | Tarrasa                    | Olímpico de Tarrasa                    | 11 500    |
| Torrent C. F.                    | Torrente                   | San Gregorio                           | 3000      |
| C. D. Tudelano                   | Tudela                     | Ciudad de Tudela                       | 11 000    |
| UCAM Murcia C. F.                | Murcia                     | La Condomina                           | 6014      |
| A. D. Unión Adarve               | Madrid                     | Vicente del Bosque                     | 1000      |
| C. D. E. Ursaria                 | Cobeña                     | La Dehesa                              | 1500      |
| Utebo F. C.                      | Utebo                      | Santa Ana                              | 1500      |
| Valencia C. F. Mestalla          | Paterna                    | Antonio Puchades                       | 2300      |
| Real Valladolid Promesas         | Valladolid                 | Anexos al Estadio José Zorrilla        | 741       |
| C. D. Valle de Egüés             | Egüés                      | Sarriguren                             | 2000      |
| Vélez C. F.                      | Vélez-Málaga               | Vivar Téllez                           | 3000      |
| R. C. Villalbés                  | Villalba                   | A Magdalena                            | 2500      |
| C. F. Villanovense               | Villanueva de la Serena    | Municipal Villanovense                 | 1900      |
| Yeclano Deportivo                | Yecla                      | La Constitución                        | 4000      |
| Zamora C. F.                     | Zamora                     | Estadio Ruta de la Plata               | 7813      |

### Ascensos y descensos
Esta temporada acceden a la categoría los 27 equipos ascendidos de la edición anterior de Tercera Federación (18 lo hicieron de forma directa y 9 mediante promoción) y los diez equipos descendidos de la temporada anterior de la Primera Federación.
| Ascendidos de 3.ª Federación | Ascendidos de 3.ª Federación | Ascendidos de 3.ª Federación | Ascendidos de 3.ª Federación | Ascendidos de 3.ª Federación | Ascendidos de 3.ª Federación |
| Pos.                         | Equipo                       | Pos.                         | Equipo                       | Pos.                         | Equipo                       |
| ---------------------------- | ---------------------------- | ---------------------------- | ---------------------------- | ---------------------------- | ---------------------------- |
| 1.º (I)                      | R. C. Deportivo Fabril       | 1.º (X)                      | Atl. Antoniano               | 4.º (I)                      | R.C. Villalbés               |
| 1.º (II)                     | C. D. Covadonga              | 1.º (XI)                     | C. D. Andrach                | 2.º (V)                      | U. E. Sant Andreu            |
| 1.º (III)                    | C. D. Cayón                  | 1.º (XII)                    | C. D. Mensajero              | 3.º (VI)                     | Torrent C. F.                |
| 1.º (IV)                     | Barakaldo C. F.              | 1.º (XIII)                   | Águilas F. C.                | 3.º (VII)                    | Getafe C. F. "B"             |
| 1.º (V)                      | C. E. Europa                 | 1.º (XIV)                    | A. D. Llerenense             | 3.º (IX)                     | El Palo F. C.                |
| 1.º (VI)                     | Orihuela C. F.               | 1.º (XV)                     | C. D. Valle de Egüés         | 3.º (XI)                     | S. E. Penya Independent      |
| 1.º (VII)                    | C. D. E. Ursaria             | 1.º (XVI)                    | Náxara C. D.                 | 3.º (XII)                    | U. D. San Fernando           |
| 1.º (VIII)                   | Arandina C. F.               | 1.º (XVII)                   | U. D. Barbastro              | 3.º (XIII)                   | F. C. La Unión Atlético      |
| 1.º (IX)                     | Marbella F. C.               | 1.º (XVIII)                  | C. D. Manchego Ciudad Real   | 2.º (XVIII)                  | C. D. Illescas               |

| Descendidos de 1.ª Federación | Descendidos de 1.ª Federación | Descendidos de 1.ª Federación | Descendidos de 1.ª Federación |
| Pos.                          | Equipo                        | Pos.                          | Equipo                        |
| ----------------------------- | ----------------------------- | ----------------------------- | ----------------------------- |
| 16.º (I)                      | C. D. Badajoz                 | 16.º (II)                     | C. D. Numancia                |
| 17.º (I)                      | U. D. Sanse                   | 17.º (II)                     | C. F. La Nucía                |
| 18.º (I)                      | R. B. Linense                 | 18.º (II)                     | C. D. Calahorra               |
| 19.º (I)                      | Pontevedra C. F.              | 19.º (II)                     | U. D. Logroñés                |
| 20.º (I)                      | C. F. Talavera de la Reina    | 20.º (II)                     | Bilbao Athletic               |

Abandonaron la categoría diez equipos, que ascendieron a Primera Federación; cinco lo hicieron de forma directa y otros cinco mediante promoción. También abandonaron la categoría veintisiete equipos que descendieron a Tercera Federación, veinticinco lo hicieron de forma directa y otros dos mediante promoción.
| Ascendidos a 1.ª Federación | Ascendidos a 1.ª Federación | Ascendidos a 1.ª Federación | Ascendidos a 1.ª Federación |
| Pos.                        | Equipo                      | Pos.                        | Equipo                      |
| --------------------------- | --------------------------- | --------------------------- | --------------------------- |
| 1.º (I)                     | C. D. Arenteiro             | 3.º (III)                   | S. D. Tarazona              |
| 1.º (II)                    | Sestao River                | 2.º (IV)                    | R. C. Recreativo de Huelva  |
| 1.º (III)                   | C. D. Teruel                | 3.º (IV)                    | Recreativo Granada          |
| 1.º (IV)                    | Antequera C. F.             | 4º.º (IV)                   | Atlético Sanluqueño         |
| 1.º (V)                     | U. D. Melilla               | 2.º (V)                     | Atlético de Madrid "B"      |

| Descendidos a 3.ª Federación | Descendidos a 3.ª Federación | Descendidos a 3.ª Federación | Descendidos a 3.ª Federación | Descendidos a 3.ª Federación | Descendidos a 3.ª Federación |
| Pos.                         | Equipo                       | Pos.                         | Equipo                       | Pos.                         | Equipo                       |
| ---------------------------- | ---------------------------- | ---------------------------- | ---------------------------- | ---------------------------- | ---------------------------- |
| 13.º (II)                    | S. D. Beasain                | 15.º (III)                   | C. D. Ibiza Islas Pitiusas   | 17.º (II)                    | Racing Rioja C. F.           |
| 13.º (V)                     | C. D. Coria                  | 15.º (IV)                    | C. P. El Ejido               | 17.º (III)                   | U. E. Olot                   |
| 14.º (I)                     | Palencia Cristo A.           | 15.º (V)                     | A. D. Alcorcón "B"           | 17.º (IV)                    | Xerez Deportivo F. C.        |
| 14.º (II)                    | C. A. Cirbonero              | 16.º (I)                     | C. D. Laredo                 | 17.º (V)                     | U. D. Socuéllamos            |
| 14.º (III)                   | C. D. Ebro                   | 16.º (II)                    | U. D. Logroñés "B"           | 18.º (I)                     | Bergantiños F. C.            |
| 14.º (IV)                    | Atlético Mancha Real         | 16.º (III)                   | R. C. D. Mallorca "B"        | 18.º (II)                    | C. D. Arnedo                 |
| 14.º (V)                     | C. D. Leganés "B"            | 16.º (IV)                    | Juventud Torremolinos C. F.  | 18.º (III)                   | A. E. Prat                   |
| 15.º (I)                     | Burgos C. F. Promesas        | 16.º (V)                     | C. D. Diocesano              | 18.º (IV)                    | C. D. Utrera                 |
| 15.º (II)                    | C. D. Alfaro                 | 17.º (I)                     | Polvorín F. C.               | 18.º (V)                     | C. D. Don Benito             |

### Distribución de grupos
La composición de los cinco grupos de Segunda Federación se decididió en junio en la Comisión de Clubes de entre las propuestas recibidas por parte de las distintas federaciones territoriales.
| Equipos de la temporada 2023-24 | Equipos de la temporada 2023-24 | Equipos de la temporada 2023-24 | Equipos de la temporada 2023-24  | Equipos de la temporada 2023-24  |
| Grupo I                         | Grupo II                        | Grupo III                       | Grupo IV                         | Grupo V                          |
| ------------------------------- | ------------------------------- | ------------------------------- | -------------------------------- | -------------------------------- |
| Arandina C. F.                  | Deportivo Alavés "B"            | Atlético Saguntino              | Águilas F. C.                    | A. D. Llerenense                 |
| C. D. Cayón                     | Arenas Club                     | U. D. Alzira                    | C. A. Antoniano                  | C. D. Badajoz                    |
| C. D. Covadonga                 | Barakaldo C. F.                 | C. D. Andrach                   | Betis Deportivo                  | C. D. E. Ursaria                 |
| C. D. Guijuelo                  | U. D. Barbastro                 | C. F. Badalona Futur            | Cádiz C. F. Mirandilla           | C. D. Guadalajara                |
| Marino de Luanco                | Bilbao Athletic                 | Cerdanyola del Vallès F. C.     | F. C. Cartagena "B"              | C. D. Illescas                   |
| Coruxo F. C.                    | C. D. Brea                      | R. C. D. Espanyol "B"           | El Palo F. C.                    | C. D. Mensajero                  |
| Ourense C. F.                   | C. D. Calahorra                 | C. E. Europa                    | C. D. Estepona                   | C. D. Numancia de Soria          |
| Pontevedra C. F.                | Deportivo Aragón                | S. D. Formentera                | F. C. La Unión Atlético          | C. D. A. Navalcarnero            |
| Rayo Cantabria                  | S. D. Gernika Club              | Hércules de Alicante C. F.      | R. B. Linense                    | C. F. Atlético Paso              |
| Racing Villalbés                | C. D. Izarra                    | C. F. La Nucía                  | C. D. Manchego Ciudad Real       | C. F. Talavera de la Reina       |
| Deportivo Fabril                | U. D. Logroñés                  | C. Lleida Esportiu              | Racing Cartagena Mar Menor F. C. | C. F. Villanovense               |
| Real Avilés I. C. F.            | U. D. Mutilvera                 | C. E. Manresa                   | Marbella F. C.                   | C. P. Cacereño                   |
| Real Oviedo Vetusta             | Náxara C. D.                    | S. E. Penya Independent         | Orihuela C. F.                   | Getafe C. F. "B"                 |
| Gimnástica Torrelavega          | Real Sociedad "C"               | S. C. R. Peña Deportiva         | C. D. San Roque de Lepe          | Gimnástica Segoviana C. F.       |
| S. D. Compostela                | A. D. San Juan                  | U. E. Sant Andreu               | Sevilla Atlético                 | U. D. Montijo                    |
| U. P. Langreo                   | C. D. Tudelano                  | Terrassa F. C.                  | UCAM Murcia C. F.                | U. D. San Fernando               |
| Real Valladolid Promesas        | Utebo F. C.                     | Torrent C. F.                   | Vélez C. F.                      | U. D. San Sebastián de los Reyes |
| Zamora C. F.                    | C. D. Valle de Egüés            | Valencia C. F. Mestalla         | Yeclano Deportivo                | A. D. Unión Adarve               |

## Grupo I

### Cambios de entrenadores
| Equipo                    | Entrenador (Jornadas)   | Fecha de vacante        | Tipo de salida | Posición en la tabla | Entrenador entrante | Fecha de nombramiento   |
| ------------------------- | ----------------------- | ----------------------- | -------------- | -------------------- | ------------------- | ----------------------- |
| S. D. Compostela          | Manel Menéndez (1 - 7)  | 15 de octubre de 2023   | Destituido     | 15º                  | Míchel Alonso       | 19 de octubre de 2023   |
| Real Valladolid Promesas  | Júlio Baptista (1 - 10) | 8 de noviembre de 2023  | Destituido     | 14º                  | Álvaro Rubio        | 9 de noviembre de 2023  |
| Real Avilés I. C. F.      | Emilio Cañedo (1 - 11)  | 13 de noviembre de 2023 | Destituido     | 12º                  | Manolo Sánchez      | 14 de noviembre de 2023 |
| Gimnástica de Torrelavega | Sesi Fernández (1 - 16) | 20 de diciembre de 2023 | Destituido     | 16º                  | Fran Martín         | 27 de diciembre de 2023 |
| C. D. Covadonga           | Manolo Simón (1 - 17)   | 7 de enero de 2024      | Destituido     | 17º                  | David González      | 8 de enero de 2024      |
| S. D. Compostela          | Míchel Alonso (8 - 27)  | 17 de marzo de 2024     | Destituido     | 8º                   | Antón Permuy        | 22 de marzo de 2024     |

### Equipos por comunidad autónoma
| N.° | Comunidad autónoma | Equipos                                                                                              |
| --- | ------------------ | --- |
| 6   | Galicia            | S. D. Compostela Coruxo F. C. R. C. Deportivo Fabril Ourense C. F. Pontevedra C. F. Racing Villalbés |
| 5   | Asturias           | Real Avilés I. C. F. C. D. Covadonga U. P. Langreo Marino de Luanco Real Oviedo Vetusta              |
| 4   | Castilla y León    | Arandina C. F. C. D. Guijuelo Real Valladolid Promesas Zamora C. F.                                  |
| 3   | Cantabria          | C. D. Cayón Gimnástica de Torrelavega Rayo Cantabria                                                 |

### Clasificación
| Pos. | Equipo                         | Pts. | PJ | G  | E  | P  | GF | GC | Dif. |                                                       |
| ---- | ------------------------------ | ---- | -- | -- | -- | -- | -- | -- | ---- | ----------------------------------------------------- |
| 1    | Ourense C. F. (A, C)           | 73   | 34 | 21 | 10 | 3  | 54 | 19 | +35  | Campeón, Ascenso a Primera Federación y Copa del Rey  |
| 2    | Pontevedra C. F.               | 68   | 34 | 19 | 11 | 4  | 69 | 31 | +38  | Play-Offs Ascenso a Primera Federación y Copa del Rey |
| 3    | Zamora C. F. (A)               | 63   | 34 | 17 | 12 | 5  | 42 | 21 | +21  | Play-Offs Ascenso a Primera Federación y Copa del Rey |
| 4    | C. D. Guijuelo                 | 51   | 34 | 14 | 9  | 11 | 35 | 34 | +1   | Play-Offs Ascenso a Primera Federación y Copa del Rey |
| 5    | Rayo Cantabria                 | 51   | 34 | 13 | 12 | 9  | 50 | 41 | +9   | Play-Offs Ascenso a Primera Federación                |
| 6    | U. P. Langreo                  | 50   | 34 | 12 | 14 | 8  | 31 | 41 | −10  | Clasificación a Copa del Rey                          |
| 7    | S. D. Compostela               | 47   | 34 | 13 | 8  | 13 | 35 | 38 | −3   | Clasificación a Copa RFEF                             |
| 8    | Real Valladolid C. F. Promesas | 47   | 34 | 13 | 8  | 13 | 47 | 52 | −5   |                                                       |
| 9    | R. C. Deportivo Fabril         | 44   | 34 | 11 | 11 | 12 | 48 | 47 | +1   |                                                       |
| 10   | Coruxo F. C.                   | 43   | 34 | 12 | 7  | 15 | 36 | 48 | −12  |                                                       |
| 11   | Marino de Luanco               | 42   | 34 | 9  | 15 | 10 | 29 | 24 | +5   |                                                       |
| 12   | Gimnástica de Torrelavega      | 41   | 34 | 11 | 8  | 15 | 41 | 50 | −9   |                                                       |
| 13   | Real Avilés I. C. F.           | 41   | 34 | 9  | 14 | 11 | 40 | 38 | +2   | Promoción de permanencia                              |
| 14   | Racing Villalbés (D)           | 37   | 34 | 8  | 13 | 13 | 23 | 32 | −9   | Descenso a Tercera Federación                         |
| 15   | Arandina C. F. (D)             | 34   | 34 | 8  | 10 | 16 | 37 | 48 | −11  | Descenso a Tercera Federación                         |
| 16   | Real Oviedo Vetusta (D)        | 30   | 34 | 6  | 12 | 16 | 27 | 43 | −16  | Descenso a Tercera Federación                         |
| 17   | C. D. Cayón (D)                | 30   | 34 | 6  | 12 | 16 | 37 | 52 | −15  | Descenso a Tercera Federación                         |
| 18   | C. D. Covadonga (D)            | 29   | 34 | 7  | 8  | 19 | 35 | 60 | −25  | Descenso a Tercera Federación                         |

Actualizado a los partidos jugados el 5 de mayo de 2024.
 Fuente: Resultados Fútbol

#### Evolución de la clasificación
| Jornada          | 1  | 2  | 3  | 4  | 5  | 6  | 7  | 8  | 9  | 10 | 11 | 12 | 13 | 14 | 15 | 16 | 17 | 18 | 19 | 20 | 21 | 22 | 23 | 24 | 25 | 26 | 27 | 28 | 29 | 30 | 31 | 32 | 33 | 34 |
| Equipo           |    |    |    |    |    |    |    |    |    |    |    |    |    |    |    |    |    |    |    |    |    |    |    |    |    |    |    |    |    |    |    |    |    |    |
| ---------------- | -- | -- | -- | -- | -- | -- | -- | -- | -- | -- | -- | -- | -- | -- | -- | -- | -- | -- | -- | -- | -- | -- | -- | -- | -- | -- | -- | -- | -- | -- | -- | -- | -- | -- |
| Ourense          | 9  | 7  | 7  | 4  | 3  | 4  | 3  | 3  | 3  | 2  | 2  | 1  | 1  | 1  | 1  | 2  | 1  | 1  | 2  | 1  | 2  | 2  | 2  | 1  | 1  | 2  | 2  | 2  | 2  | 2  | 2  | 1  | 1  | 1  |
| Pontevedra       | 15 | 13 | 8  | 7  | 7  | 2  | 2  | 2  | 2  | 3  | 3  | 3  | 3  | 3  | 3  | 1  | 2  | 2  | 1  | 2  | 1  | 1  | 1  | 2  | 2  | 1  | 1  | 1  | 1  | 1  | 1  | 2  | 2  | 2  |
| Zamora           | 6  | 2  | 1  | 1  | 1  | 1  | 1  | 1  | 1  | 1  | 1  | 2  | 2  | 2  | 2  | 3  | 3  | 3  | 3  | 3  | 3  | 3  | 3  | 3  | 3  | 3  | 3  | 3  | 3  | 3  | 3  | 3  | 3  | 3  |
| Guijuelo         | 2  | 1  | 3  | 2  | 6  | 5  | 6  | 4  | 5  | 4  | 5  | 8  | 8  | 7  | 9  | 7  | 6  | 4  | 4  | 4  | 5  | 5  | 7  | 7  | 4  | 4  | 4  | 4  | 4  | 4  | 4  | 4  | 4  | 4  |
| Rayo Cantabria   | 10 | 3  | 5  | 3  | 2  | 3  | 4  | 6  | 4  | 5  | 4  | 4  | 4  | 4  | 4  | 4  | 4  | 6  | 6  | 5  | 4  | 4  | 4  | 4  | 5  | 5  | 7  | 7  | 7  | 7  | 6  | 6  | 5  | 5  |
| Langreo          | 18 | 10 | 12 | 14 | 12 | 9  | 10 | 7  | 8  | 6  | 7  | 6  | 5  | 5  | 5  | 5  | 7  | 5  | 5  | 7  | 7  | 7  | 6  | 6  | 7  | 7  | 5  | 5  | 5  | 5  | 5  | 5  | 6  | 6  |
| Compostela       | 12 | 5  | 4  | 8  | 10 | 12 | 15 | 12 | 9  | 9  | 8  | 7  | 6  | 6  | 6  | 6  | 5  | 7  | 7  | 6  | 6  | 6  | 5  | 5  | 6  | 6  | 8  | 9  | 8  | 8  | 8  | 7  | 7  | 7  |
| Valladolid Pr.   | 13 | 12 | 10 | 11 | 15 | 17 | 14 | 10 | 13 | 14 | 10 | 12 | 10 | 9  | 8  | 10 | 10 | 10 | 11 | 9  | 9  | 10 | 10 | 11 | 11 | 9  | 11 | 12 | 13 | 10 | 10 | 10 | 8  | 8  |
| Coruxo           | 3  | 8  | 9  | 13 | 14 | 15 | 18 | 17 | 18 | 17 | 14 | 11 | 12 | 11 | 10 | 9  | 8  | 8  | 8  | 8  | 8  | 9  | 9  | 10 | 12 | 10 | 9  | 6  | 6  | 6  | 7  | 8  | 9  | 10 |
| Depor Fabril     | 7  | 15 | 15 | 10 | 8  | 7  | 8  | 9  | 6  | 7  | 9  | 10 | 9  | 10 | 12 | 13 | 13 | 13 | 13 | 13 | 13 | 12 | 12 | 13 | 10 | 13 | 10 | 10 | 10 | 12 | 11 | 11 | 10 | 9  |
| Marino           | 11 | 14 | 14 | 15 | 16 | 13 | 12 | 14 | 10 | 12 | 13 | 13 | 13 | 15 | 15 | 12 | 12 | 11 | 12 | 12 | 10 | 11 | 11 | 9  | 9  | 11 | 12 | 13 | 11 | 11 | 12 | 12 | 13 | 11 |
| Gimnástica       | 5  | 6  | 2  | 5  | 4  | 6  | 7  | 8  | 11 | 10 | 11 | 9  | 11 | 13 | 13 | 15 | 16 | 16 | 14 | 15 | 14 | 15 | 15 | 14 | 13 | 12 | 13 | 11 | 12 | 13 | 14 | 13 | 12 | 12 |
| Avilés           | 8  | 11 | 13 | 9  | 9  | 10 | 11 | 11 | 12 | 11 | 12 | 14 | 14 | 12 | 11 | 11 | 11 | 12 | 10 | 10 | 11 | 8  | 8  | 8  | 8  | 8  | 6  | 8  | 9  | 9  | 9  | 9  | 11 | 13 |
| Racing Villalbés | 1  | 4  | 6  | 6  | 5  | 8  | 5  | 5  | 7  | 8  | 6  | 5  | 7  | 8  | 7  | 8  | 9  | 9  | 9  | 11 | 12 | 13 | 13 | 15 | 15 | 14 | 14 | 14 | 14 | 14 | 13 | 14 | 14 | 14 |
| Arandina         | 4  | 9  | 11 | 12 | 13 | 11 | 13 | 15 | 15 | 16 | 17 | 17 | 18 | 18 | 17 | 18 | 18 | 18 | 18 | 18 | 18 | 18 | 18 | 18 | 17 | 17 | 18 | 18 | 18 | 18 | 18 | 15 | 15 | 15 |
| Vetusta          | 17 | 16 | 18 | 17 | 11 | 14 | 9  | 13 | 14 | 13 | 15 | 15 | 15 | 14 | 14 | 16 | 15 | 14 | 15 | 16 | 16 | 14 | 14 | 12 | 14 | 15 | 15 | 15 | 15 | 15 | 15 | 16 | 16 | 16 |
| Cayón            | 16 | 17 | 16 | 16 | 17 | 18 | 17 | 16 | 16 | 15 | 16 | 16 | 17 | 16 | 16 | 14 | 14 | 15 | 16 | 14 | 15 | 16 | 16 | 16 | 16 | 16 | 17 | 17 | 17 | 16 | 16 | 17 | 17 | 17 |
| Covadonga        | 14 | 18 | 17 | 18 | 18 | 16 | 16 | 18 | 17 | 18 | 18 | 18 | 16 | 17 | 18 | 17 | 17 | 17 | 17 | 17 | 17 | 17 | 17 | 17 | 18 | 18 | 16 | 16 | 16 | 17 | 17 | 18 | 18 | 18 |

### Tabla de resultados cruzados
| Local \ Visitante         | ARA | AVI | CAY | COM | COR | COV | FAB | GIM | GUI | LAN | MAR | OUR | OVI | PON | RVI | RAY | VAL | ZAM |
| ------------------------- | --- | --- | --- | --- | --- | --- | --- | --- | --- | --- | --- | --- | --- | --- | --- | --- | --- | --- |
| Arandina C. F.            | —   | 2–1 | 1–1 | 0–0 | 0–1 | 2–1 | 2–2 | 2–3 | 0–1 | 2–0 | 2–1 | 0–0 | 1–1 | 1–1 | 0–1 | 1–1 | 1–2 | 0–0 |
| Real Avilés I. C. F.      | 2–1 | —   | 1–1 | 2–1 | 4–0 | 3–1 | 2–2 | 0–1 | 2–2 | 2–2 | 1–1 | 0–2 | 2–0 | 1–1 | 1–0 | 1–2 | 1–1 | 0–1 |
| C. D. Cayón               | 1–1 | 0–0 | —   | 4–0 | 2–1 | 3–1 | 3–2 | 1–2 | 1–2 | 1–2 | 1–1 | 1–3 | 0–1 | 1–1 | 3–0 | 1–1 | 3–2 | 0–1 |
| S. D. Compostela          | 4–2 | 3–1 | 2–0 | —   | 1–0 | 2–0 | 1–0 | 1–1 | 1–0 | 0–1 | 0–2 | 0–1 | 1–0 | 2–2 | 0–2 | 3–1 | 4–1 | 0–1 |
| Coruxo F. C.              | 1–0 | 1–1 | 0–0 | 0–0 | —   | 3–1 | 1–2 | 1–1 | 0–0 | 1–1 | 2–1 | 2–1 | 1–2 | 0–2 | 3–2 | 2–0 | 3–2 | 1–2 |
| C. D. Covadonga           | 2–1 | 0–3 | 4–0 | 1–1 | 0–1 | —   | 0–3 | 2–2 | 0–0 | 1–1 | 1–1 | 2–2 | 1–0 | 3–1 | 2–0 | 0–2 | 1–1 | 0–2 |
| R. C. Deportivo Fabril    | 3–2 | 1–0 | 2–0 | 0–0 | 0–1 | 4–1 | —   | 1–0 | 2–2 | 0–1 | 2–2 | 1–3 | 1–1 | 2–2 | 2–0 | 1–3 | 2–3 | 0–0 |
| Gimnástica de Torrelavega | 1–2 | 1–1 | 2–2 | 3–4 | 1–3 | 1–0 | 2–2 | —   | 3–1 | 0–1 | 0–0 | 2–1 | 1–1 | 1–2 | 2–1 | 0–3 | 0–1 | 2–1 |
| C. D. Guijuelo            | 1–0 | 1–1 | 3–1 | 0–1 | 2–0 | 2–1 | 1–0 | 2–1 | —   | 2–0 | 1–0 | 1–1 | 1–1 | 1–2 | 2–0 | 2–1 | 0–2 | 0–0 |
| U. P. Langreo             | 2–0 | 0–2 | 0–0 | 1–0 | 3–2 | 0–5 | 1–0 | 1–0 | 1–1 | —   | 0–0 | 1–1 | 0–0 | 0–0 | 0–0 | 4–1 | 0–2 | 1–1 |
| Marino de Luanco          | 3–1 | 0–0 | 1–0 | 0–0 | 0–1 | 3–0 | 1–1 | 0–1 | 1–0 | 1–1 | —   | 0–0 | 1–0 | 1–2 | 2–0 | 0–1 | 0–0 | 2–0 |
| Ourense C. F.             | 2–0 | 2–0 | 1–0 | 2–0 | 5–1 | 3–1 | 1–0 | 2–1 | 1–0 | 3–0 | 1–0 | —   | 2–0 | 0–0 | 2–0 | 3–0 | 4–1 | 0–3 |
| Real Oviedo Vetusta       | 0–1 | 1–1 | 1–0 | 0–1 | 2–0 | 5–0 | 1–2 | 0–2 | 1–0 | 1–1 | 1–1 | 0–0 | —   | 2–3 | 1–3 | 2–2 | 0–1 | 1–1 |
| Pontevedra C. F.          | 2–0 | 2–0 | 4–1 | 3–0 | 3–1 | 2–0 | 4–1 | 1–2 | 5–0 | 6–0 | 2–1 | 0–2 | 3–0 | —   | 1–0 | 0–0 | 3–1 | 1–3 |
| Racing Villalbés          | 0–0 | 1–1 | 2–2 | 0–0 | 2–0 | 1–2 | 1–0 | 1–0 | 2–1 | 0–1 | 0–0 | 1–1 | 0–0 | 1–1 | —   | 0–1 | 0–0 | 0–0 |
| Rayo Cantabria            | 2–4 | 2–1 | 1–1 | 3–1 | 2–1 | 0–0 | 1–1 | 2–1 | 1–2 | 2–3 | 2–0 | 1–1 | 5–1 | 2–2 | 0–0 | —   | 4–0 | 0–0 |
| Real Valladolid Promesas  | 1–4 | 1–2 | 5–2 | 2–0 | 1–1 | 3–1 | 3–4 | 3–1 | 0–2 | 2–1 | 0–2 | 0–1 | 1–0 | 1–1 | 0–1 | 1–1 | —   | 2–1 |
| Zamora C. F.              | 4–1 | 1–0 | 1–0 | 2–1 | 2–0 | 2–0 | 1–2 | 4–0 | 1–0 | 1–1 | 0–0 | 0–0 | 3–0 | 0–4 | 1–1 | 1–0 | 1–1 | —   |

#### Máximos goleadores
| Pos. | Jugador           | Equipo                    | Goles | Partidos | Penaltis |
| ---- | ----------------- | ------------------------- | ----- | -------- | -------- |
| 1º   | Rufo Sánchez      | Pontevedra C. F.          | 16    | 33       | 2        |
| 2º   | Javi Delgado      | Gimnástica de Torrelavega | 15    | 33       | 0        |
| 3º   | Natalio Lorenzo   | Real Avilés I. C. F.      | 14    | 34       | 7        |
| 4º   | Charly            | Pontevedra C. F.          | 13    | 32       | 1        |
| 5º   | Amin              | Ourense C. F.             | 12    | 18       | 1        |
| =    | Álvaro Santamaría | Rayo Cantabria            | 12    | 34       | 1        |

## Grupo II

### Cambios de entrenadores
| Equipo          | Entrenador (Jornadas) | Fecha de vacante        | Tipo de salida | Posición en la tabla | Entrenador entrante | Fecha de nombramiento  |
| --------------- | --------------------- | ----------------------- | -------------- | -------------------- | ------------------- | ---------------------- |
| U. D. Barbastro | Josete (1 - 6)        | 8 de octubre de 2023    | Destituido     | 17º                  | Daniel Martínez     | 11 de octubre de 2023  |
| C. D. Izarra    | Andoni Alonso (1 - 8) | 23 de octubre de 2023   | Destituido     | 16º                  | Iñigo de Goñi       | 23 de octubre de 2023  |
| Arenas Club     | Manu Calleja (1 - 9)  | 31 de octubre de 2023   | Destituido     | 13º                  | Toño Vadillo        | 3 de noviembre de 2023 |
| C. D. Tudelano  | Oriol Riera (1 - 16)  | 19 de diciembre de 2023 | Destituido     | 7º                   | David González Sanz | 25 de enero de 2024    |
| U. D. Mutilvera | Xabi Mata (1 - 19)    | 23 de enero de 2024     | Destituido     | 12º                  | Álvaro Garrido      | 24 de enero de 2024    |

### Equipos por comunidad autónoma
| N.° | Comunidad autónoma | Equipos                                                                                               |
| --- | ------------------ | --- |
| 6   | País Vasco         | Deportivo Alavés "B" Arenas Club Barakaldo C. F. Bilbao Athletic S. D. Gernika Club Real Sociedad "C" |
| 5   | Navarra            | C. D. Izarra U. D. Mutilvera A. D. San Juan C. D. Tudelano C. D. Valle de Egüés                       |
| 4   | Aragón             | Deportivo Aragón U. D. Barbastro C. D. Brea Utebo F. C.                                               |
| 3   | La Rioja           | C. D. Calahorra U. D. Logroñés Náxara C. D.                                                           |

### Clasificación
| Pos. | Equipo                   | Pts. | PJ | G  | E  | P  | GF | GC | Dif. |                                                       |
| ---- | ------------------------ | ---- | -- | -- | -- | -- | -- | -- | ---- | ----------------------------------------------------- |
| 1    | Bilbao Athletic (A, C)   | 82   | 34 | 25 | 7  | 2  | 68 | 17 | +51  | Campeón y Ascenso a Primera Federación                |
| 2    | Barakaldo C. F. (A)      | 76   | 34 | 22 | 10 | 2  | 62 | 19 | +43  | Play-Offs Ascenso a Primera Federación y Copa del Rey |
| 3    | U. D. Logroñés           | 71   | 34 | 20 | 11 | 3  | 70 | 17 | +53  | Play-Offs Ascenso a Primera Federación y Copa del Rey |
| 4    | Utebo F. C.              | 61   | 34 | 17 | 10 | 7  | 40 | 31 | +9   | Play-Offs Ascenso a Primera Federación y Copa del Rey |
| 5    | Deportivo Aragón         | 56   | 34 | 15 | 11 | 8  | 51 | 40 | +11  | Play-Offs Ascenso a Primera Federación                |
| 6    | Deportivo Alavés "B"     | 52   | 34 | 16 | 4  | 14 | 57 | 40 | +17  |                                                       |
| 7    | C. D. Tudelano           | 48   | 34 | 12 | 12 | 10 | 45 | 32 | +13  | Clasificación a Copa del Rey                          |
| 8    | U. D. Barbastro          | 47   | 34 | 11 | 14 | 9  | 28 | 28 | 0    | Clasificación a Copa del Rey                          |
| 9    | Real Sociedad "C"        | 47   | 34 | 12 | 11 | 11 | 35 | 37 | −2   |                                                       |
| 10   | C. D. Calahorra          | 46   | 34 | 13 | 7  | 14 | 36 | 38 | −2   | Clasificación a Copa RFEF                             |
| 11   | S. D. Gernika Club       | 43   | 34 | 11 | 10 | 13 | 37 | 49 | −12  |                                                       |
| 12   | Arenas Club              | 41   | 34 | 9  | 14 | 11 | 35 | 37 | −2   |                                                       |
| 13   | C. D. Izarra             | 36   | 34 | 10 | 6  | 18 | 32 | 51 | −19  | Promoción de permanencia                              |
| 14   | A. D. San Juan (D)       | 33   | 34 | 8  | 9  | 17 | 29 | 47 | −18  | Descenso a Tercera Federación                         |
| 15   | U. D. Mutilvera (D)      | 33   | 34 | 9  | 6  | 19 | 21 | 50 | −29  | Descenso a Tercera Federación                         |
| 16   | Náxara C. D. (D)         | 24   | 34 | 6  | 6  | 22 | 23 | 60 | −37  | Descenso a Tercera Federación                         |
| 17   | C. D. Valle de Egüés (D) | 21   | 34 | 5  | 6  | 23 | 25 | 58 | −33  | Descenso a Tercera Federación                         |
| 18   | C. D. Brea (D)           | 21   | 34 | 5  | 6  | 23 | 15 | 56 | −41  | Descenso a Tercera Federación                         |

Actualizado a los partidos jugados el 5 de mayo de 2024.
 Fuente: Resultados Fútbol

#### Evolución de la clasificación
| Jornada         | 1  | 2  | 3  | 4  | 5  | 6  | 7  | 8  | 9  | 10 | 11 | 12 | 13 | 14 | 15 | 16 | 17 | 18 | 19 | 20 | 21 | 22 | 23 | 24 | 25 | 26 | 27 | 28 | 29 | 30 | 31 | 32 | 33 | 34 |
| Equipo          |    |    |    |    |    |    |    |    |    |    |    |    |    |    |    |    |    |    |    |    |    |    |    |    |    |    |    |    |    |    |    |    |    |    |
| --------------- | -- | -- | -- | -- | -- | -- | -- | -- | -- | -- | -- | -- | -- | -- | -- | -- | -- | -- | -- | -- | -- | -- | -- | -- | -- | -- | -- | -- | -- | -- | -- | -- | -- | -- |
| Bilbao Athletic | 9  | 14 | 9  | 4  | 1  | 1  | 1  | 1  | 1  | 1  | 1  | 1  | 1  | 1  | 1  | 1  | 1  | 1  | 1  | 1  | 1  | 1  | 1  | 1  | 1  | 1  | 1  | 1  | 1  | 1  | 1  | 1  | 1  | 1  |
| Barakaldo       | 1  | 3  | 5  | 7  | 3  | 2  | 2  | 2  | 2  | 4  | 5  | 4  | 6  | 4  | 3  | 3  | 2  | 2  | 2  | 2  | 2  | 2  | 2  | 2  | 2  | 2  | 2  | 2  | 2  | 2  | 2  | 2  | 2  | 2  |
| UD Logroñés     | 13 | 12 | 7  | 9  | 10 | 9  | 5  | 5  | 5  | 5  | 4  | 5  | 3  | 7  | 4  | 4  | 3  | 4  | 4  | 3  | 3  | 3  | 3  | 3  | 3  | 3  | 3  | 3  | 3  | 3  | 3  | 3  | 3  | 3  |
| Utebo           | 16 | 9  | 12 | 11 | 9  | 5  | 4  | 4  | 4  | 3  | 3  | 3  | 2  | 2  | 2  | 2  | 5  | 5  | 5  | 5  | 4  | 6  | 4  | 4  | 4  | 4  | 4  | 5  | 4  | 5  | 5  | 4  | 4  | 4  |
| Dep. Aragón     | 11 | 4  | 6  | 8  | 4  | 6  | 10 | 12 | 9  | 8  | 8  | 8  | 8  | 8  | 6  | 6  | 6  | 6  | 6  | 6  | 6  | 5  | 6  | 6  | 6  | 6  | 6  | 4  | 6  | 4  | 4  | 5  | 5  | 5  |
| Alavés B        | 4  | 2  | 4  | 1  | 2  | 7  | 8  | 7  | 6  | 7  | 6  | 6  | 5  | 3  | 5  | 5  | 4  | 3  | 3  | 4  | 5  | 4  | 5  | 5  | 5  | 5  | 5  | 6  | 5  | 6  | 6  | 6  | 6  | 6  |
| Tudelano        | 12 | 11 | 8  | 2  | 7  | 4  | 3  | 3  | 3  | 2  | 2  | 2  | 4  | 5  | 7  | 7  | 8  | 8  | 9  | 9  | 8  | 8  | 9  | 9  | 10 | 11 | 10 | 8  | 8  | 10 | 10 | 10 | 7  | 7  |
| Barbastro       | 8  | 10 | 15 | 15 | 16 | 17 | 15 | 14 | 14 | 13 | 12 | 13 | 11 | 11 | 10 | 9  | 9  | 9  | 8  | 8  | 9  | 9  | 8  | 8  | 8  | 7  | 9  | 9  | 10 | 11 | 11 | 11 | 8  | 8  |
| R. Sociedad C   | 5  | 8  | 11 | 10 | 6  | 3  | 6  | 6  | 8  | 6  | 7  | 7  | 7  | 6  | 8  | 8  | 7  | 7  | 7  | 7  | 7  | 7  | 7  | 7  | 7  | 8  | 7  | 7  | 7  | 7  | 7  | 7  | 9  | 9  |
| Calahorra       | 2  | 1  | 3  | 5  | 11 | 12 | 11 | 13 | 12 | 10 | 10 | 10 | 12 | 10 | 11 | 11 | 11 | 10 | 11 | 11 | 11 | 10 | 10 | 10 | 9  | 10 | 8  | 10 | 9  | 9  | 9  | 9  | 11 | 10 |
| Gernika         | 7  | 6  | 1  | 3  | 5  | 8  | 7  | 8  | 7  | 9  | 9  | 9  | 9  | 9  | 9  | 10 | 10 | 11 | 10 | 10 | 10 | 11 | 11 | 11 | 11 | 9  | 11 | 11 | 11 | 8  | 8  | 8  | 10 | 11 |
| Arenas          | 3  | 5  | 2  | 6  | 8  | 10 | 13 | 11 | 13 | 14 | 13 | 12 | 10 | 12 | 13 | 13 | 14 | 13 | 14 | 14 | 14 | 13 | 13 | 13 | 13 | 13 | 13 | 13 | 14 | 12 | 12 | 12 | 12 | 12 |
| Izarra          | 6  | 13 | 16 | 17 | 14 | 15 | 16 | 16 | 16 | 17 | 16 | 16 | 14 | 14 | 14 | 15 | 15 | 15 | 15 | 15 | 16 | 14 | 14 | 14 | 14 | 14 | 14 | 14 | 13 | 14 | 13 | 13 | 13 | 13 |
| San Juan        | 18 | 18 | 18 | 16 | 17 | 16 | 17 | 17 | 17 | 16 | 17 | 17 | 17 | 17 | 17 | 17 | 17 | 17 | 17 | 17 | 17 | 17 | 17 | 17 | 17 | 16 | 16 | 15 | 15 | 15 | 15 | 15 | 15 | 14 |
| Mutilvera       | 17 | 15 | 13 | 12 | 12 | 14 | 14 | 15 | 15 | 15 | 11 | 11 | 13 | 13 | 12 | 12 | 13 | 14 | 12 | 12 | 12 | 12 | 12 | 12 | 12 | 12 | 12 | 12 | 12 | 13 | 14 | 14 | 14 | 15 |
| Náxara          | 15 | 17 | 17 | 18 | 18 | 18 | 18 | 18 | 18 | 18 | 18 | 18 | 18 | 18 | 18 | 18 | 18 | 18 | 18 | 18 | 18 | 18 | 18 | 18 | 18 | 17 | 17 | 17 | 17 | 17 | 18 | 18 | 18 | 16 |
| Valle de Egüés  | 14 | 16 | 14 | 13 | 13 | 11 | 9  | 10 | 11 | 12 | 15 | 15 | 16 | 16 | 16 | 14 | 12 | 12 | 13 | 13 | 13 | 15 | 15 | 15 | 15 | 15 | 15 | 16 | 16 | 16 | 16 | 16 | 16 | 17 |
| Brea            | 10 | 7  | 10 | 14 | 15 | 13 | 12 | 9  | 10 | 11 | 14 | 14 | 15 | 15 | 15 | 16 | 16 | 16 | 16 | 16 | 15 | 16 | 16 | 16 | 16 | 18 | 18 | 18 | 18 | 18 | 17 | 17 | 17 | 18 |

### Tabla de resultados cruzados
| Local \ Visitante    | ALA | ARE | BAR | UDB | BAT | BRE | CAL | DAR | GER | IZA | LOG | MUT | NAX | RSC | SJU | TUD | UTE | VEG |
| -------------------- | --- | --- | --- | --- | --- | --- | --- | --- | --- | --- | --- | --- | --- | --- | --- | --- | --- | --- |
| Deportivo Alavés "B" | —   | 0–1 | 1–2 | 1–1 | 0–2 | 5–0 | 3–2 | 1–0 | 1–2 | 3–1 | 1–0 | 2–0 | 5–1 | 1–0 | 2–0 | 3–2 | 0–1 | 6–2 |
| Arenas Club          | 1–2 | —   | 1–1 | 0–0 | 0–3 | 0–0 | 0–1 | 2–2 | 0–0 | 1–2 | 2–1 | 0–0 | 4–0 | 0–2 | 1–1 | 1–2 | 1–1 | 3–1 |
| Barakaldo C. F.      | 3–2 | 1–0 | —   | 1–0 | 1–2 | 2–0 | 1–1 | 1–0 | 3–3 | 2–0 | 1–1 | 3–0 | 1–0 | 5–0 | 6–0 | 3–1 | 1–1 | 1–0 |
| U. D. Barbastro      | 3–2 | 0–0 | 0–2 | —   | 0–0 | 2–1 | 1–0 | 1–1 | 1–0 | 2–3 | 0–0 | 0–0 | 3–0 | 3–1 | 1–1 | 0–0 | 1–1 | 1–0 |
| Bilbao Athletic      | 2–1 | 2–1 | 2–1 | 4–0 | —   | 3–0 | 2–1 | 2–0 | 3–1 | 2–1 | 0–0 | 3–1 | 4–0 | 3–0 | 3–1 | 4–0 | 0–1 | 3–1 |
| C. D. Brea           | 1–0 | 0–1 | 0–2 | 0–0 | 0–5 | —   | 0–2 | 0–1 | 0–2 | 1–1 | 0–2 | 0–1 | 1–0 | 0–1 | 1–0 | 1–3 | 0–2 | 1–2 |
| C. D. Calahorra      | 0–2 | 0–1 | 1–1 | 1–0 | 0–1 | 2–1 | —   | 4–3 | 0–1 | 2–1 | 0–1 | 3–0 | 2–2 | 0–2 | 1–1 | 0–2 | 1–0 | 3–0 |
| Deportivo Aragón     | 2–1 | 2–1 | 0–4 | 0–2 | 2–2 | 2–0 | 0–0 | —   | 1–1 | 3–1 | 1–1 | 2–0 | 3–0 | 3–1 | 3–0 | 0–0 | 2–0 | 2–0 |
| S. D. Gernika Club   | 3–1 | 2–2 | 0–1 | 0–1 | 1–1 | 1–0 | 2–0 | 0–1 | —   | 1–1 | 0–2 | 1–1 | 1–1 | 3–1 | 1–0 | 1–4 | 2–0 | 3–0 |
| C. D. Izarra         | 1–0 | 2–0 | 0–0 | 2–0 | 0–1 | 0–1 | 2–1 | 1–3 | 2–2 | —   | 0–2 | 2–1 | 3–0 | 0–0 | 1–0 | 1–0 | 1–2 | 0–2 |
| U. D. Logroñés       | 1–1 | 5–1 | 0–0 | 0–0 | 0–0 | 4–1 | 4–0 | 4–0 | 7–1 | 4–1 | —   | 3–0 | 5–0 | 0–0 | 1–0 | 3–1 | 3–0 | 3–2 |
| U. D. Mutilvera      | 1–3 | 1–4 | 1–3 | 0–0 | 0–3 | 1–2 | 0–2 | 1–3 | 3–0 | 1–0 | 1–2 | —   | 1–0 | 0–0 | 1–0 | 0–0 | 0–3 | 1–0 |
| Náxara C. D.         | 0–1 | 0–0 | 0–0 | 0–3 | 1–2 | 3–0 | 0–1 | 2–2 | 2–1 | 3–1 | 0–3 | 0–1 | —   | 0–1 | 0–0 | 1–0 | 1–0 | 3–2 |
| Real Sociedad "C"    | 2–2 | 2–2 | 0–1 | 0–1 | 0–0 | 3–2 | 1–2 | 1–1 | 2–0 | 2–1 | 2–0 | 1–0 | 1–0 | —   | 4–0 | 1–2 | 0–0 | 1–0 |
| A. D. San Juan       | 1–0 | 1–1 | 0–2 | 3–1 | 1–0 | 0–0 | 0–1 | 0–1 | 0–0 | 4–0 | 0–4 | 3–0 | 2–1 | 2–2 | —   | 1–1 | 0–1 | 2–0 |
| C. D. Tudelano       | 2–0 | 0–0 | 0–1 | 0–0 | 1–2 | 2–0 | 1–1 | 0–0 | 5–0 | 4–0 | 1–1 | 0–1 | 2–0 | 0–0 | 3–0 | —   | 0–0 | 1–4 |
| Utebo F. C.          | 2–2 | 0–2 | 1–1 | 1–0 | 0–0 | 1–1 | 1–0 | 3–2 | 1–0 | 1–0 | 0–3 | 2–0 | 3–2 | 3–1 | 3–2 | 2–2 | —   | 2–0 |
| C. D. Valle de Egüés | 0–2 | 0–1 | 1–3 | 3–0 | 0–2 | 0–0 | 1–1 | 3–3 | 0–1 | 0–0 | 0–0 | 0–2 | 1–0 | 0–0 | 0–3 | 0–3 | 0–1 | —   |

#### Máximos goleadores
| Pos. | Jugador     | Equipo               | Goles | Partidos | Penaltis |
| ---- | ----------- | -------------------- | ----- | -------- | -------- |
| 1º   | Urko Izeta  | Bilbao Athletic      | 21    | 33       | 1        |
| 2º   | Unai Ropero | Deportivo Alavés "B" | 19    | 33       | 5        |
| 3º   | Alex Valiño | Arenas Club          | 14    | 31       | 3        |
| 4º   | Jony        | U. D. Logroñés       | 11    | 28       | 0        |
| =    | Aitor Mañas | Deportivo Aragón     | 11    | 32       | 0        |

## Grupo III

### Cambios de entrenadores
| Equipo                  | Entrenador (Jornadas)           | Fecha de vacante        | Tipo de salida               | Posición en la tabla | Entrenador entrante | Fecha de nombramiento   |
| ----------------------- | ------------------------------- | ----------------------- | ---------------------------- | -------------------- | ------------------- | ----------------------- |
| Terrassa F. C.          | Gerard Garrido (1 - 5)          | 3 de octubre de 2023    | Destituido                   | 17º                  | Chus Trujillo       | 4 de octubre de 2023    |
| S. C. R. Peña Deportiva | Áxel Vizuete Continente (1 - 7) | 17 de octubre de 2023   | Mutuo acuerdo                | 10º                  | Alberto Gallego     | 23 de octubre de 2023   |
| C. F. La Nucía          | Raúl Garrido (1 - 7)            | 19 de octubre de 2023   | Destituido                   | 17º                  | Kiko Lacasa         | 20 de octubre de 2023   |
| S. E. Penya Independent | Iván Ruiz (1 - 8)               | 23 de octubre de 2023   | Destituido                   | 16º                  | Mario Ormaechea     | 23 de octubre de 2023   |
| C. F. La Nucía          | Kiko Lacasa (8 - 15)            | 12 de diciembre de 2023 | Destituido                   | 18º                  | Sergio Egea         | 13 de diciembre de 2023 |
| C. F. La Nucía          | Sergio Egea (16)                | 5 de enero de 2024      | Mutuo acuerdo                | 18º                  | Mario Cartagena     | 5 de enero de 2024      |
| C. E. Manresa           | Xavi Corominas (1 - 18)         | 16 de enero de 2024     | Destituido                   | 12º                  | Aitor Maeso         | 16 de enero de 2024     |
| Atlético Saguntino      | Sergi Escobar (1 - 20)          | 29 de enero de 2024     | Destituido                   | 14º                  | Jonathan Risueño    | 31 de enero de 2024     |
| C. F. Badalona Futur    | Ferran Costa Pinazo (1 - 29)    | 30 de marzo de 2024     | Fichado por el F. C. Andorra | 1º                   | Joserra Campos      | 3 de abril de 2024      |

### Equipos por comunidad autónoma
| N.° | Comunidad autónoma   | Equipos |
| --- | -------------------- | --- |
| 8   | Cataluña             | C. F. Badalona Futur Cerdanyola del Vallès F. C. R. C. D. Espanyol "B" C. E. Europa Club Lleida Esportiu C. E. Manresa U. E. Sant Andreu Terrassa F. C. |
| 6   | Comunidad Valenciana | U. D. Alzira Atlético Saguntino Hércules de Alicante C. F. C. F. La Nucía Torrent C. F. Valencia C. F. Mestalla                                         |
| 4   | Islas Baleares       | C. D. Andrach S. D. Formentera S. E. Penya Independent S. C. R. Peña Deportiva                                                                          |

### Clasificación
| Pos. | Equipo                            | Pts. | PJ | G  | E  | P  | GF | GC | Dif. |                                                       |
| ---- | --------------------------------- | ---- | -- | -- | -- | -- | -- | -- | ---- | ----------------------------------------------------- |
| 1    | Hércules de Alicante C. F. (A, C) | 65   | 34 | 19 | 8  | 7  | 53 | 30 | +23  | Campeón, Ascenso a Primera Federación y Copa del Rey  |
| 2    | C. E. Europa                      | 63   | 34 | 17 | 12 | 5  | 63 | 32 | +31  | Play-Offs Ascenso a Primera Federación y Copa del Rey |
| 3    | C. F. Badalona Futur              | 59   | 34 | 16 | 11 | 7  | 42 | 25 | +17  | Play-Offs Ascenso a Primera Federación y Copa del Rey |
| 4    | U. E. Sant Andreu                 | 58   | 34 | 16 | 10 | 8  | 53 | 33 | +20  | Play-Offs Ascenso a Primera Federación y Copa del Rey |
| 5    | C. Lleida Esportiu                | 58   | 34 | 18 | 4  | 12 | 45 | 31 | +14  | Play-Offs Ascenso a Primera Federación y Copa del Rey |
| 6    | Terrassa F. C.                    | 50   | 34 | 13 | 11 | 10 | 45 | 40 | +5   | Clasificación a Copa RFEF                             |
| 7    | Torrent C. F.                     | 49   | 34 | 13 | 10 | 11 | 40 | 37 | +3   |                                                       |
| 8    | U. D. Alzira                      | 46   | 34 | 11 | 13 | 10 | 39 | 41 | −2   |                                                       |
| 9    | R. C. D. Espanyol "B"             | 46   | 34 | 12 | 10 | 12 | 40 | 44 | −4   |                                                       |
| 10   | S. C. R. Peña Deportiva           | 45   | 34 | 12 | 9  | 13 | 49 | 58 | −9   |                                                       |
| 11   | Valencia C. F. Mestalla           | 44   | 34 | 11 | 11 | 12 | 48 | 39 | +9   |                                                       |
| 12   | C. D. Andrach                     | 44   | 34 | 11 | 11 | 12 | 40 | 47 | −7   |                                                       |
| 13   | S. D. Formentera (D)              | 44   | 34 | 12 | 8  | 14 | 40 | 42 | −2   | Promoción de permanencia                              |
| 14   | Atlético Saguntino (D)            | 42   | 34 | 11 | 9  | 14 | 32 | 42 | −10  | Descenso a Tercera Federación                         |
| 15   | Cerdanyola del Vallès F. C. (D)   | 37   | 34 | 9  | 10 | 15 | 35 | 45 | −10  | Descenso a Tercera Federación                         |
| 16   | S. E. Penya Independent (D)       | 34   | 34 | 9  | 7  | 18 | 32 | 52 | −20  | Descenso a Tercera Federación                         |
| 17   | C. E. Manresa (D)                 | 27   | 34 | 6  | 9  | 19 | 23 | 41 | −18  | Descenso a Tercera Federación                         |
| 18   | C. F. La Nucía (D)                | 21   | 34 | 4  | 9  | 21 | 23 | 63 | −40  | Descenso a Tercera Federación                         |

Actualizado a los partidos jugados el 5 de mayo de 2024.
 Fuente: Resultados Fútbol

#### Evolución de la clasificación
| Jornada        | 1  | 2  | 3   | 4   | 5   | 6   | 7   | 8   | 9  | 10 | 11 | 12 | 13 | 14 | 15 | 16 | 17 | 18 | 19 | 20 | 21 | 22 | 23 | 24  | 25  | 26  | 27 | 28 | 29 | 30 | 31 | 32 | 33 | 34 |
| Equipo         |    |    |     |     |     |     |     |     |    |    |    |    |    |    |    |    |    |    |    |    |    |    |    |     |     |     |    |    |    |    |    |    |    |    |
| -------------- | -- | -- | --- | --- | --- | --- | --- | --- | -- | -- | -- | -- | -- | -- | -- | -- | -- | -- | -- | -- | -- | -- | -- | --- | --- | --- | -- | -- | -- | -- | -- | -- | -- | -- |
| Hércules       | 4  | 3  | 2   | 2   | 2   | 2   | 1   | 2   | 2  | 1  | 2  | 2  | 2  | 2  | 2  | 2  | 1  | 2  | 3  | 4  | 4  | 1  | 4  | 4   | 5   | 5   | 5  | 5  | 5  | 4  | 2  | 1  | 1  | 1  |
| Europa         | 3  | 9  | 4   | 4   | 4   | 4   | 4   | 3   | 4  | 4  | 4  | 3  | 4  | 3  | 3  | 3  | 3  | 3  | 1  | 1  | 1  | 4  | 3  | 3*  | 3*  | 2*  | 3  | 3  | 4  | 3  | 4  | 3  | 2  | 2  |
| Badalona Futur | 1  | 1  | 3   | 3   | 3   | 3   | 3   | 5   | 3  | 3  | 3  | 4  | 3  | 4  | 4  | 4  | 4  | 5  | 4  | 3  | 3  | 3  | 2  | 1   | 1   | 1   | 1  | 1  | 1  | 1  | 3  | 4  | 4  | 3  |
| Sant Andreu    | 6  | 8  | 11  | 8   | 5   | 6   | 7   | 6   | 6  | 6  | 7  | 6  | 7  | 5  | 5  | 5  | 5  | 4  | 5  | 5  | 5  | 5  | 5  | 5   | 4   | 4   | 4  | 4  | 2  | 5  | 5  | 5  | 5  | 4  |
| Lleida         | 5  | 2  | 1   | 1   | 1   | 1   | 2   | 1   | 1  | 2  | 1  | 1  | 1  | 1  | 1  | 1  | 2  | 1  | 2  | 2  | 2  | 2  | 1  | 2   | 2   | 3   | 2  | 2  | 3  | 2  | 1  | 2  | 3  | 5  |
| Terrassa       | 18 | 18 | 17  | 16  | 17  | 17  | 13  | 11  | 10 | 13 | 14 | 15 | 15 | 14 | 15 | 16 | 14 | 14 | 12 | 13 | 10 | 12 | 13 | 11  | 8   | 10  | 8  | 9  | 9  | 8  | 6  | 6  | 6  | 6  |
| Torrent        | 9  | 5  | 8   | 11  | 8   | 5   | 5   | 4   | 5  | 5  | 6  | 5  | 6  | 7  | 9  | 10 | 7  | 6  | 8  | 7  | 7  | 6  | 6  | 7*  | 6   | 7   | 7  | 6  | 8  | 6  | 7  | 7  | 8  | 7  |
| Alzira         | 12 | 14 | 16  | 13  | 13  | 13  | 14  | 15  | 15 | 16 | 15 | 12 | 12 | 12 | 8  | 7  | 6  | 7  | 7  | 10 | 11 | 8  | 8  | 8   | 10  | 12  | 11 | 12 | 13 | 12 | 12 | 10 | 9  | 8  |
| Espanyol B     | 15 | 17 | 15  | 18  | 18  | 14  | 15  | 12  | 14 | 14 | 16 | 16 | 16 | 16 | 14 | 11 | 13 | 10 | 10 | 11 | 13 | 10 | 7  | 6   | 7   | 6   | 6  | 7  | 6  | 7  | 8  | 9  | 7  | 9  |
| Peña Dep.      | 11 | 11 | 12* | 6   | 11  | 12  | 10  | 9   | 7  | 7  | 5  | 7  | 5  | 9  | 12 | 9  | 12 | 9  | 6  | 6  | 6  | 9  | 11 | 12  | 14  | 9   | 14 | 10 | 10 | 10 | 11 | 12 | 10 | 10 |
| Mestalla       | 10 | 6  | 6   | 10  | 6   | 8   | 9   | 10  | 11 | 11 | 10 | 8  | 10 | 10 | 13 | 15 | 16 | 15 | 15 | 12 | 9  | 7  | 10 | 10* | 12* | 14* | 10 | 8  | 7  | 9  | 9  | 11 | 12 | 11 |
| Andrach        | 7  | 12 | 5   | 7   | 10  | 7   | 8   | 7   | 8  | 8  | 9  | 9  | 11 | 6  | 6  | 6  | 8  | 8  | 11 | 8  | 8  | 11 | 9  | 9   | 11  | 8   | 9  | 11 | 11 | 11 | 10 | 8  | 11 | 12 |
| Formentera     | 13 | 16 | 18* | 17* | 15* | 16* | 18* | 18* | 16 | 15 | 12 | 13 | 13 | 15 | 16 | 14 | 11 | 13 | 9  | 9  | 12 | 13 | 14 | 14  | 9   | 11  | 13 | 14 | 14 | 14 | 14 | 14 | 14 | 13 |
| At. Saguntino  | 17 | 15 | 14  | 14  | 12  | 11  | 12  | 14  | 13 | 10 | 13 | 14 | 14 | 13 | 10 | 12 | 9  | 11 | 13 | 14 | 14 | 14 | 12 | 13* | 13  | 13  | 12 | 13 | 12 | 13 | 13 | 13 | 13 | 14 |
| Cerdanyola     | 8  | 4  | 7   | 5   | 9   | 10  | 11  | 13  | 12 | 12 | 11 | 10 | 9  | 8  | 11 | 13 | 15 | 16 | 16 | 16 | 16 | 16 | 16 | 15  | 15  | 15  | 15 | 15 | 15 | 15 | 15 | 15 | 15 | 15 |
| Penya Ind.     | 16 | 13 | 13  | 15  | 16  | 18  | 16  | 16  | 17 | 17 | 17 | 17 | 17 | 17 | 17 | 17 | 17 | 17 | 17 | 17 | 18 | 17 | 17 | 17  | 17  | 16  | 16 | 16 | 16 | 16 | 16 | 16 | 16 | 16 |
| Manresa        | 2  | 7  | 9*  | 9   | 7   | 9   | 6   | 8   | 9  | 9  | 8  | 11 | 8  | 11 | 7  | 8  | 10 | 12 | 14 | 15 | 15 | 15 | 15 | 16  | 16  | 17  | 17 | 17 | 17 | 17 | 17 | 17 | 17 | 17 |
| La Nucía       | 14 | 10 | 10* | 12* | 14* | 15* | 17* | 17* | 18 | 18 | 18 | 18 | 18 | 18 | 18 | 18 | 18 | 18 | 18 | 18 | 17 | 18 | 19 | 18  | 18  | 18  | 18 | 18 | 18 | 18 | 18 | 18 | 18 | 18 |

(*) Con partido(s) pendiente(s)

### Tabla de resultados cruzados
| Local \ Visitante           | ALZ | AND | ATS | BAD | CER | ESP | EUR | FOR | HER | LNU | LLE | MAN | PDE | PIN | SAD | TER | TOR | VAL |
| --------------------------- | --- | --- | --- | --- | --- | --- | --- | --- | --- | --- | --- | --- | --- | --- | --- | --- | --- | --- |
| U. D. Alzira                | —   | 2–2 | 2–1 | 1–1 | 1–0 | 2–2 | 1–0 | 2–2 | 0–1 | 3–0 | 0–2 | 0–0 | 0–0 | 0–0 | 1–1 | 1–3 | 1–1 | 2–1 |
| C. D. Andrach               | 1–0 | —   | 1–1 | 2–1 | 3–2 | 2–1 | 1–1 | 0–0 | 0–2 | 4–1 | 2–3 | 0–0 | 0–2 | 0–0 | 0–3 | 0–2 | 1–1 | 1–1 |
| Atlético Saguntino          | 0–2 | 1–0 | —   | 1–1 | 0–1 | 3–1 | 2–1 | 1–0 | 3–1 | 0–0 | 1–0 | 0–2 | 0–1 | 2–1 | 0–2 | 1–0 | 0–2 | 3–1 |
| C. F. Badalona Futur        | 1–0 | 0–1 | 2–1 | —   | 0–1 | 1–0 | 0–0 | 1–0 | 1–2 | 1–0 | 0–0 | 0–0 | 2–1 | 1–1 | 1–0 | 1–1 | 3–1 | 2–1 |
| Cerdanyola del Vallès F. C. | 2–2 | 1–2 | 1–0 | 0–0 | —   | 2–3 | 1–2 | 0–2 | 1–1 | 0–0 | 0–0 | 3–0 | 1–1 | 1–1 | 2–1 | 2–0 | 1–1 | 0–1 |
| R. C. D. Espanyol "B"       | 1–2 | 0–2 | 2–1 | 1–0 | 3–1 | —   | 1–1 | 0–1 | 2–1 | 1–2 | 3–1 | 2–0 | 2–1 | 2–1 | 1–0 | 2–2 | 1–0 | 1–1 |
| C. E. Europa                | 0–0 | 2–2 | 4–0 | 2–1 | 2–1 | 6–0 | —   | 2–1 | 1–0 | 4–2 | 3–0 | 4–0 | 6–0 | 2–1 | 3–0 | 2–0 | 1–0 | 3–3 |
| S. D. Formentera            | 0–2 | 2–3 | 1–1 | 0–0 | 3–0 | 1–1 | 0–0 | —   | 1–2 | 2–2 | 1–0 | 3–1 | 1–2 | 3–0 | 3–1 | 1–1 | 1–0 | 1–3 |
| Hércules de Alicante C. F.  | 1–1 | 1–0 | 3–0 | 2–2 | 3–0 | 1–0 | 0–0 | 0–1 | —   | 1–0 | 2–1 | 1–0 | 5–1 | 2–3 | 3–1 | 1–1 | 2–0 | 0–0 |
| C. F. La Nucía              | 1–2 | 2–3 | 2–2 | 0–3 | 0–2 | 0–0 | 1–1 | 0–2 | 0–0 | —   | 0–1 | 2–0 | 0–2 | 0–1 | 0–2 | 2–1 | 1–0 | 0–6 |
| C. Lleida Esportiu          | 3–1 | 3–0 | 1–0 | 0–1 | 3–0 | 1–0 | 0–1 | 3–0 | 0–1 | 0–0 | —   | 1–0 | 3–2 | 3–1 | 0–1 | 3–2 | 4–1 | 3–2 |
| C. E. Manresa               | 0–1 | 1–2 | 0–0 | 1–2 | 1–0 | 0–1 | 3–1 | 3–0 | 0–1 | 2–0 | 1–0 | —   | 1–1 | 1–1 | 1–1 | 1–2 | 1–2 | 0–1 |
| S. C. R. Peña Deportiva     | 3–1 | 2–1 | 2–2 | 1–3 | 0–0 | 1–1 | 2–2 | 0–1 | 1–5 | 4–1 | 1–3 | 2–1 | —   | 4–1 | 1–3 | 0–1 | 2–1 | 2–1 |
| S. E. Penya Independent     | 2–1 | 2–1 | 0–1 | 1–0 | 1–3 | 1–0 | 1–1 | 1–3 | 1–2 | 3–0 | 0–1 | 1–0 | 3–1 | —   | 0–1 | 1–3 | 1–2 | 0–3 |
| U. E. Sant Andreu           | 3–0 | 4–1 | 3–1 | 1–1 | 3–4 | 1–1 | 2–3 | 1–0 | 3–1 | 4–1 | 1–1 | 0–0 | 2–2 | 4–0 | —   | 0–0 | 0–0 | 0–0 |
| Terrassa F. C.              | 2–2 | 1–0 | 1–2 | 1–4 | 1–1 | 1–1 | 4–1 | 2–1 | 2–2 | 3–1 | 1–0 | 2–2 | 1–1 | 1–0 | 0–1 | —   | 0–1 | 1–0 |
| Torrent C. F.               | 3–1 | 1–1 | 1–1 | 1–3 | 1–0 | 1–1 | 2–1 | 3–0 | 2–1 | 0–0 | 2–0 | 1–0 | 2–3 | 2–0 | 1–2 | 2–1 | —   | 0–0 |
| Valencia C. F. Mestalla     | 1–2 | 1–1 | 0–0 | 0–2 | 3–1 | 3–2 | 0–0 | 4–2 | 1–2 | 3–2 | 0–1 | 3–0 | 1–0 | 1–1 | 0–1 | 0–1 | 2–2 | —   |

#### Máximos goleadores
| Pos. | Jugador        | Equipo                      | Goles | Partidos | Penaltis |
| ---- | -------------- | --------------------------- | ----- | -------- | -------- |
| 1º   | Aythami Perera | Terrassa F. C.              | 15    | 31       | 3        |
| 2º   | Marcos Mendes  | Hércules de Alicante C. F.  | 13    | 29       | 1        |
| =    | Boris Garrós   | Cerdanyola del Vallès F. C. | 13    | 31       | 1        |
| 4º   | Javi Hernández | R. C. D. Espanyol "B"       | 12    | 31       | 5        |
| =    | Jaume Tovar    | S. C. R. Peña Deportiva     | 12    | 34       | 1        |

## Grupo IV

### Cambios de entrenadores
| Equipo                           | Entrenador (Jornadas)     | Fecha de vacante         | Tipo de salida                        | Posición en la tabla | Entrenador entrante | Fecha de nombramiento    |
| -------------------------------- | ------------------------- | ------------------------ | ------------------------------------- | -------------------- | ------------------- | ------------------------ |
| Sevilla Atlético                 | Antonio Hidalgo (1 - 6)   | 10 de octubre de 2023    | Fichado por la S. D. Huesca           | 2º                   | Jesús Galván        | 11 de octubre de 2023    |
| C. D. Estepona                   | Javi Sánchez (1 - 4)      | 25 de septiembre de 2023 | Destituido                            | 15º                  | Ángel Rodríguez     | 27 de septiembre de 2023 |
| UCAM Murcia C. F.                | Víctor Cea (1 - 15)       | 12 de diciembre de 2023  | Destituido                            | 6º                   | Raúl Guillén        | 15 de diciembre de 2023  |
| Orihuela C. F.                   | Óscar Sánchez (1 - 15)    | 12 de diciembre de 2023  | Destituido                            | 14º                  | Sergi Guilló        | 12 de diciembre de 2023  |
| C. D. Manchego Ciudad Real       | Jon Erice (1 - 16)        | 21 de diciembre de 2023  | Fichado por el C. F. Rayo Majadahonda | 13°                  | Patricio Graff      | 26 de diciembre de 2023  |
| Racing Cartagena Mar Menor F. C. | Javi Motos (1 - 17)       | 8 de enero de 2024       | Destituido                            | 10º                  | Guillermo Gómez     | 8 de enero de 2024       |
| Racing Cartagena Mar Menor F. C. | Guillermo Gómez (18 - 20) | 2 de febrero de 2024     | Fin del interinato                    | 11º                  | Diego Piquero       | 2 de febrero de 2024     |
| UCAM Murcia C. F.                | Raúl Guillén (16 - 22)    | 14 de febrero de 2024    | Destituido                            | 10º                  | Alberto Monteagudo  | 16 de febrero de 2024    |
| Águilas F. C.                    | Sebas López (1 - 23)      | 19 de febrero de 2024    | Destituido                            | 5º                   | Iñaki Bea           | 19 de febrero de 2024    |
| R. B. Linense                    | Mere Hermoso (1 - 25)     | 5 de marzo de 2024       | Destituido                            | 8º                   | Antonio Fernández   | 6 de marzo de 2024       |
| Betis Deportivo                  | Alberto González (1 - 28) | 27 de marzo de 2024      | Fichado por el Albacete Balompié      | 5º                   | Arzu                | 27 de marzo de 2024      |
| C. D. Estepona                   | Ángel Rodríguez (5 - 30)  | 8 de abril de 2024       | Destituido                            | 6º                   | Salva Ballesta      | 8 de abril de 2024       |
| Águilas F. C.                    | Iñaki Bea (24 - 30)       | 8 de abril de 2024       | Destituido                            | 7º                   | Sergio Yúfera       | 8 de abril de 2024       |

### Equipos por Comunidad Autónoma
| N.° | Comunidad autónoma   | Equipos |
| --- | -------------------- | --- |
| 10  | Andalucía            | Atlético Antoniano Betis Deportivo Cádiz C. F. Mirandilla El Palo F. C. C. D. Estepona R. B. Linense Marbella F. C. C. D. San Roque de Lepe Sevilla Atlético Vélez C. F. |
| 6   | Región de Murcia     | Águilas F. C. F. C. Cartagena "B" F. C. La Unión Atlético Racing Cartagena Mar Menor F. C. UCAM Murcia C. F. Yeclano Deportivo                                           |
| 1   | Castilla-La Mancha   | C. D. Manchego Ciudad Real |
| 1   | Comunidad Valenciana | Orihuela C. F. |

### Clasificación
| Pos. | Equipo                               | Pts. | PJ | G  | E  | P  | GF | GC | Dif. |                                                       |
| ---- | ------------------------------------ | ---- | -- | -- | -- | -- | -- | -- | ---- | ----------------------------------------------------- |
| 1    | Sevilla Atlético (A, C)              | 66   | 34 | 18 | 12 | 4  | 52 | 20 | +32  | Campeón y Ascenso a Primera Federación                |
| 2    | Yeclano Deportivo (A)                | 60   | 34 | 17 | 9  | 8  | 43 | 29 | +14  | Play-Offs Ascenso a Primera Federación y Copa del Rey |
| 3    | Marbella F. C. (A)                   | 56   | 34 | 16 | 8  | 10 | 41 | 32 | +9   | Play-Offs Ascenso a Primera Federación y Copa del Rey |
| 4    | Orihuela C. F.                       | 54   | 34 | 15 | 9  | 10 | 39 | 37 | +2   | Play-Offs Ascenso a Primera Federación y Copa del Rey |
| 5    | Betis Deportivo (A)                  | 53   | 34 | 13 | 14 | 7  | 42 | 28 | +14  | Play-Offs Ascenso a Primera Federación                |
| 6    | C. D. Estepona                       | 49   | 34 | 13 | 10 | 11 | 34 | 27 | +7   | Clasificación a Copa del Rey                          |
| 7    | Águilas F. C.                        | 48   | 34 | 11 | 15 | 8  | 27 | 20 | +7   | Clasificación a Copa del Rey                          |
| 8    | UCAM Murcia C. F.                    | 47   | 34 | 13 | 8  | 13 | 42 | 35 | +7   | Clasificación a Copa RFEF                             |
| 9    | R. B. Linense                        | 47   | 34 | 12 | 11 | 11 | 35 | 33 | +2   |                                                       |
| 10   | Atlético Antoniano                   | 46   | 34 | 12 | 10 | 12 | 32 | 40 | −8   |                                                       |
| 11   | F. C. La Unión Atlético              | 43   | 34 | 14 | 4  | 16 | 36 | 36 | 0    |                                                       |
| 12   | Cádiz C. F. Mirandilla               | 42   | 34 | 10 | 12 | 12 | 41 | 43 | −2   |                                                       |
| 13   | C. D. Manchego Ciudad Real (D)       | 41   | 34 | 9  | 14 | 11 | 29 | 36 | −7   | Promoción de permanencia                              |
| 14   | Racing Cartagena Mar Menor F. C. (D) | 40   | 34 | 9  | 13 | 12 | 20 | 28 | −8   | Descenso a Tercera Federación                         |
| 15   | El Palo F. C. (D)                    | 36   | 34 | 8  | 12 | 14 | 26 | 36 | −10  | Descenso a Tercera Federación                         |
| 16   | C. D. San Roque de Lepe (D)          | 36   | 34 | 9  | 9  | 16 | 34 | 39 | −5   | Descenso a Tercera Federación                         |
| 17   | Vélez C. F. (D)                      | 29   | 34 | 7  | 11 | 16 | 31 | 61 | −30  | Descenso a Tercera Federación                         |
| 18   | F. C. Cartagena "B" (D)              | 23   | 34 | 4  | 11 | 19 | 25 | 51 | −26  | Descenso a Tercera Federación                         |

Actualizado a los partidos jugados el 5 de mayo de 2024.
 Fuente: Resultados Fútbol
Notas:
1. ↑  El F. C. La Unión Atlético fue sancionado con tres puntos debido a que el club incumplió de manera reiterada con la obligación de presentar a un médico en sus partidos como local.[62]
2. ↑  El Vélez C. F. fue sancionado con tres puntos debido a que el equipo jugó el partido ante el C. D. Manchego Ciudad Real (jornada 26) sin cumplir con el registro mínimo exigido de 14 jugadores con ficha de futbolista profesional.[63]

#### Evolución de la clasificación
| Jornada          | 1  | 2  | 3  | 4  | 5  | 6  | 7  | 8  | 9  | 10 | 11 | 12 | 13 | 14 | 15 | 16 | 17 | 18 | 19 | 20 | 21 | 22 | 23 | 24 | 25 | 26 | 27 | 28 | 29 | 30 | 31 | 32 | 33 | 34 |
| Equipo           |    |    |    |    |    |    |    |    |    |    |    |    |    |    |    |    |    |    |    |    |    |    |    |    |    |    |    |    |    |    |    |    |    |    |
| ---------------- | -- | -- | -- | -- | -- | -- | -- | -- | -- | -- | -- | -- | -- | -- | -- | -- | -- | -- | -- | -- | -- | -- | -- | -- | -- | -- | -- | -- | -- | -- | -- | -- | -- | -- |
| Sevilla Atlético | 1  | 1  | 4  | 3  | 2  | 2  | 2  | 2  | 2  | 2  | 2  | 2  | 1  | 1  | 1  | 1  | 1  | 1  | 2  | 2  | 1  | 1  | 1  | 1  | 2  | 1  | 1  | 1  | 1  | 1  | 1  | 1  | 1  | 1  |
| Yeclano          | 7  | 10 | 10 | 9  | 6  | 10 | 7  | 13 | 13 | 4  | 4  | 4  | 4  | 4  | 2  | 2  | 2  | 2  | 1  | 1  | 2  | 2  | 2  | 2  | 1  | 2  | 2  | 2  | 2  | 2  | 2  | 2  | 2  | 2  |
| Marbella         | 2  | 2  | 1  | 1  | 1  | 1  | 1  | 1  | 1  | 1  | 1  | 1  | 3  | 3  | 4  | 5  | 5  | 4  | 4  | 4  | 4  | 4  | 3  | 3  | 3  | 3  | 3  | 3  | 3  | 3  | 3  | 3  | 3  | 3  |
| Orihuela         | 18 | 18 | 18 | 13 | 14 | 9  | 13 | 12 | 4  | 8  | 10 | 12 | 11 | 13 | 14 | 12 | 12 | 12 | 12 | 10 | 9  | 9  | 8  | 7  | 7  | 7  | 7  | 4  | 6  | 4  | 4  | 5  | 5  | 4  |
| Betis Dep.       | 3  | 5  | 2  | 4  | 4  | 5  | 3  | 4  | 6  | 9  | 6  | 9  | 7  | 8  | 10 | 6  | 8  | 7  | 6  | 6  | 6  | 6  | 4  | 4  | 4  | 5  | 4  | 5  | 4  | 5  | 5  | 4  | 4  | 5  |
| Estepona         | 14 | 9  | 12 | 15 | 16 | 13 | 10 | 7  | 12 | 11 | 7  | 5  | 6  | 6  | 5  | 3  | 4  | 5  | 5  | 5  | 5  | 5  | 6  | 6  | 6  | 6  | 5  | 6  | 5  | 6  | 6  | 6  | 6  | 6  |
| Águilas          | 4  | 8  | 5  | 5  | 5  | 7  | 4  | 5  | 3  | 3  | 3  | 3  | 2  | 2  | 3  | 4  | 3  | 3  | 3  | 3  | 3  | 3  | 5  | 5  | 5  | 4  | 6  | 7  | 7  | 7  | 7  | 7  | 8  | 7  |
| UCAM Murcia      | 17 | 11 | 9  | 6  | 8  | 6  | 9  | 3  | 5  | 5  | 11 | 7  | 5  | 5  | 6  | 7  | 9  | 9  | 9  | 9  | 10 | 10 | 10 | 9  | 9  | 9  | 10 | 9  | 9  | 8  | 10 | 9  | 9  | 8  |
| Linense          | 6  | 6  | 7  | 8  | 13 | 15 | 11 | 9  | 9  | 7  | 5  | 8  | 10 | 9  | 7  | 8  | 6  | 6  | 7  | 8  | 7  | 7  | 7  | 8  | 8  | 8  | 8  | 8  | 8  | 9  | 8  | 8  | 7  | 9  |
| Antoniano        | 13 | 13 | 8  | 10 | 9  | 8  | 5  | 6  | 7  | 10 | 13 | 14 | 16 | 14 | 15 | 15 | 15 | 14 | 13 | 13 | 13 | 13 | 12 | 14 | 14 | 13 | 14 | 11 | 12 | 11 | 9  | 10 | 11 | 10 |
| La Unión At.     | 16 | 16 | 11 | 14 | 12 | 14 | 17 | 17 | 15 | 13 | 14 | 11 | 13 | 11 | 13 | 14 | 14 | 16 | 15 | 17 | 17 | 15 | 15 | 12 | 12 | 14 | 9  | 12 | 10 | 10 | 12 | 11 | 10 | 11 |
| Cad. Mirandilla  | 12 | 7  | 13 | 11 | 10 | 11 | 15 | 14 | 14 | 15 | 15 | 16 | 14 | 12 | 11 | 11 | 11 | 10 | 11 | 12 | 12 | 12 | 13 | 13 | 10 | 10 | 11 | 10 | 11 | 14 | 14 | 13 | 13 | 12 |
| Manchego         | 15 | 17 | 14 | 12 | 11 | 12 | 16 | 16 | 16 | 16 | 16 | 15 | 12 | 15 | 12 | 13 | 13 | 13 | 14 | 16 | 14 | 16 | 16 | 16 | 16 | 16 | 16 | 16 | 14 | 13 | 13 | 14 | 14 | 13 |
| Racing CMM       | 5  | 3  | 6  | 7  | 7  | 4  | 8  | 10 | 10 | 12 | 8  | 10 | 8  | 10 | 9  | 10 | 10 | 11 | 10 | 11 | 11 | 11 | 11 | 11 | 13 | 11 | 12 | 14 | 13 | 12 | 11 | 12 | 12 | 14 |
| El Palo          | 10 | 14 | 16 | 17 | 15 | 16 | 12 | 11 | 11 | 14 | 12 | 13 | 15 | 16 | 17 | 16 | 16 | 15 | 16 | 15 | 16 | 17 | 17 | 17 | 17 | 17 | 17 | 17 | 17 | 16 | 16 | 16 | 16 | 15 |
| San Roque        | 9  | 12 | 15 | 16 | 17 | 17 | 14 | 15 | 17 | 17 | 17 | 17 | 17 | 17 | 16 | 17 | 17 | 17 | 17 | 14 | 15 | 14 | 14 | 15 | 15 | 15 | 15 | 13 | 15 | 15 | 15 | 15 | 15 | 16 |
| Vélez            | 11 | 4  | 3  | 2  | 3  | 3  | 6  | 8  | 8  | 6  | 9  | 6  | 9  | 7  | 8  | 9  | 7  | 8  | 8  | 7  | 8  | 8  | 9  | 10 | 11 | 12 | 13 | 15 | 16 | 17 | 17 | 17 | 17 | 17 |
| Cartagena B      | 8  | 15 | 17 | 18 | 18 | 18 | 18 | 18 | 18 | 18 | 18 | 18 | 18 | 18 | 18 | 18 | 18 | 18 | 18 | 18 | 18 | 18 | 18 | 18 | 18 | 18 | 18 | 18 | 18 | 18 | 18 | 18 | 18 | 18 |

### Tabla de resultados cruzados
| Local \ Visitante                | AGU | ATA | BET | CAD | CAR | EPA | EST | LAU | LIN | MAN | MAR | ORI | RAC | SAN | SEV | UCA | VEL | YEC |
| -------------------------------- | --- | --- | --- | --- | --- | --- | --- | --- | --- | --- | --- | --- | --- | --- | --- | --- | --- | --- |
| Águilas F. C.                    | —   | 3–1 | 1–1 | 3–0 | 1–1 | 0–2 | 1–0 | 2–0 | 0–1 | 1–0 | 1–0 | 0–0 | 0–0 | 1–2 | 1–0 | 1–0 | 1–0 | 1–1 |
| Atlético Antoniano               | 3–2 | —   | 2–1 | 0–0 | 0–0 | 3–1 | 0–0 | 0–2 | 2–0 | 1–0 | 3–0 | 2–1 | 0–1 | 1–0 | 2–0 | 1–0 | 0–0 | 0–3 |
| Betis Deportivo                  | 0–0 | 5–2 | —   | 2–1 | 1–0 | 2–0 | 1–1 | 1–2 | 1–0 | 3–1 | 5–1 | 1–2 | 3–0 | 1–0 | 1–1 | 2–0 | 2–0 | 0–0 |
| Cádiz C. F. Mirandilla           | 0–0 | 1–1 | 1–1 | —   | 2–2 | 3–1 | 1–1 | 3–1 | 1–2 | 1–1 | 0–2 | 2–3 | 3–0 | 2–1 | 1–2 | 0–1 | 0–0 | 3–1 |
| F. C. Cartagena "B"              | 0–2 | 0–0 | 3–1 | 0–2 | —   | 1–2 | 1–2 | 1–1 | 2–1 | 0–4 | 1–1 | 0–1 | 2–0 | 1–1 | 0–0 | 1–1 | 1–2 | 1–2 |
| El Palo F. C.                    | 0–1 | 1–1 | 2–0 | 3–1 | 2–2 | —   | 0–2 | 0–1 | 0–2 | 0–0 | 1–1 | 1–2 | 1–0 | 1–0 | 1–1 | 0–2 | 0–0 | 1–1 |
| C. D. Estepona                   | 2–1 | 3–0 | 1–1 | 0–1 | 1–0 | 1–1 | —   | 0–1 | 1–1 | 3–0 | 0–1 | 0–0 | 2–0 | 3–1 | 0–4 | 1–0 | 4–1 | 0–2 |
| F. C. La Unión Atlético          | 1–0 | 2–1 | 1–0 | 1–2 | 3–1 | 1–2 | 0–1 | —   | 0–1 | 0–0 | 1–0 | 0–0 | 0–0 | 4–1 | 1–3 | 2–0 | 3–2 | 1–0 |
| R. B. Linense                    | 0–0 | 4–2 | 1–1 | 0–0 | 2–0 | 0–0 | 0–2 | 2–1 | —   | 1–1 | 2–0 | 2–0 | 0–0 | 1–1 | 2–0 | 0–2 | 3–1 | 1–4 |
| C. D. Manchego Ciudad Real       | 0–0 | 1–2 | 1–1 | 1–1 | 1–0 | 0–0 | 1–0 | 2–1 | 2–1 | —   | 0–1 | 2–1 | 0–0 | 0–3 | 1–1 | 2–1 | 1–1 | 0–1 |
| Marbella F. C.                   | 1–1 | 0–0 | 0–2 | 3–1 | 1–0 | 1–0 | 0–0 | 1–0 | 1–0 | 3–1 | —   | 2–2 | 1–0 | 2–1 | 2–0 | 2–0 | 1–1 | 1–2 |
| Orihuela C. F.                   | 2–1 | 2–0 | 0–0 | 2–4 | 2–0 | 2–1 | 2–0 | 1–0 | 1–2 | 0–2 | 1–1 | —   | 1–0 | 3–2 | 1–4 | 1–1 | 0–2 | 2–3 |
| Racing Cartagena Mar Menor F. C. | 0–0 | 0–1 | 1–1 | 0–0 | 0–0 | 1–0 | 1–1 | 1–0 | 1–0 | 2–0 | 0–3 | 0–0 | —   | 2–1 | 1–1 | 2–1 | 3–0 | 1–1 |
| C. D. San Roque de Lepe          | 0–0 | 0–0 | 1–1 | 1–1 | 4–1 | 0–0 | 0–1 | 1–0 | 0–0 | 1–1 | 1–0 | 0–1 | 2–1 | —   | 1–2 | 3–0 | 1–0 | 2–1 |
| Sevilla Atlético                 | 0–0 | 3–0 | 1–1 | 5–0 | 3–0 | 3–0 | 1–0 | 2–0 | 2–1 | 3–0 | 2–0 | 0–0 | 1–0 | 2–1 | —   | 1–1 | 1–1 | 2–0 |
| UCAM Murcia C. F.                | 0–0 | 0–0 | 1–0 | 1–0 | 3–0 | 1–0 | 1–0 | 3–1 | 1–1 | 1–1 | 0–2 | 0–2 | 2–1 | 2–0 | 0–0 | —   | 9–0 | 4–1 |
| Vélez C. F.                      | 1–1 | 2–1 | 0–0 | 0–3 | 0–2 | 0–2 | 1–1 | 0–4 | 3–1 | 1–1 | 2–6 | 2–0 | 0–1 | 2–1 | 0–1 | 3–1 | —   | 2–2 |
| Yeclano Deportivo                | 1–0 | 2–0 | 0–1 | 1–0 | 2–1 | 0–0 | 1–0 | 2–0 | 0–0 | 0–1 | 1–0 | 0–1 | 0–0 | 1–0 | 0–0 | 4–2 | 3–1 | —   |

#### Máximos goleadores
| Pos. | Jugador         | Equipo                 | Goles | Partidos | Penaltis |
| ---- | --------------- | ---------------------- | ----- | -------- | -------- |
| 1.º  | Etta Eyong      | Cádiz C. F. Mirandilla | 14    | 32       | 0        |
| 2.º  | Isaac Romero    | Sevilla Atlético       | 11    | 15       | 0        |
| 3.º  | Arturo          | UCAM Murcia C. F.      | 10    | 31       | 2        |
| =    | Musa Drammeh    | Sevilla Atlético       | 10    | 32       | 0        |
| =    | Juanmi Callejón | Orihuela C. F.         | 10    | 33       | 3        |

## Grupo V

### Cambios de entrenadores
| Equipo                | Entrenador (Jornadas)          | Fecha de vacante        | Tipo de salida | Posición en la tabla | Entrenador entrante | Fecha de nombramiento   |
| --------------------- | ------------------------------ | ----------------------- | -------------- | -------------------- | ------------------- | ----------------------- |
| C. D. Badajoz         | David Tenorio (1 - 7)          | 16 de octubre de 2023   | Destituido     | 16º                  | Iñaki Alonso        | 18 de octubre de 2023   |
| Getafe C. F. "B"      | Emilio Ferreras (1 - 11)       | 13 de noviembre de 2023 | Destituido     | 15º                  | Gabi Fernández      | 13 de noviembre de 2023 |
| C. D. Mensajero       | Josu Uribe (1 - 15)            | 10 de diciembre de 2023 | Destituido     | 18º                  | Yoni Oujo           | 14 de diciembre de 2023 |
| C. D. A. Navalcarnero | José Antonio Portillo (1 - 16) | 18 de diciembre de 2023 | Destituido     | 16º                  | Guillermo Fernández | 27 de diciembre de 2023 |
| U. D. Montijo         | Emilio Atienza (1 - 21)        | 7 de febrero de 2024    | Dimisión       | 18º                  | Jesús Acevedo       | 8 de febrero de 2024    |
| C. D. Badajoz         | Iñaki Alonso (8 - 25)          | 4 de marzo de 2024      | Destituido     | 16º                  | Luis Oliver Sierra  | 8 de marzo de 2024      |

### Equipos por comunidad autónoma
| N.° | Comunidad autónoma  | Equipos |
| --- | ------------------- | --- |
| 5   | Comunidad de Madrid | Getafe C. F. "B" C. D. A. Navalcarnero U. D. San Sebastián de los Reyes A. D. Unión Adarve C. D. E. Ursaria |
| 5   | Extremadura         | C. D. Badajoz C. P. Cacereño A. D. Llerenense U. D. Montijo C. F. Villanovense                              |
| 3   | Canarias            | C. D. Atlético Paso C. D. Mensajero U. D. San Fernando                                                      |
| 3   | Castilla-La Mancha  | C. D. Guadalajara C. D. Illescas C. F. Talavera de la Reina                                                 |
| 2   | Castilla y León     | Gimnástica Segoviana C. F. C. D. Numancia de Soria                                                          |

### Clasificación
| Pos. | Equipo                            | Pts. | PJ | G  | E  | P  | GF | GC | Dif. |                                                       |
| ---- | --------------------------------- | ---- | -- | -- | -- | -- | -- | -- | ---- | ----------------------------------------------------- |
| 1    | Gimnástica Segoviana C. F. (A, C) | 61   | 34 | 17 | 10 | 7  | 46 | 27 | +19  | Campeón, Ascenso a Primera Federación y Copa del Rey  |
| 2    | U. D. San Sebastián de los Reyes  | 61   | 34 | 16 | 13 | 5  | 61 | 27 | +34  | Play-Offs Ascenso a Primera Federación y Copa del Rey |
| 3    | C. D. Numancia de Soria           | 60   | 34 | 18 | 6  | 10 | 51 | 39 | +12  | Play-Offs Ascenso a Primera Federación y Copa del Rey |
| 4    | Getafe C. F. "B"                  | 57   | 34 | 15 | 12 | 7  | 44 | 32 | +12  | Play-Offs Ascenso a Primera Federación                |
| 5    | C. D. Atlético Paso               | 56   | 34 | 15 | 11 | 8  | 28 | 21 | +7   | Play-Offs Ascenso a Primera Federación y Copa del Rey |
| 6    | C. P. Cacereño                    | 49   | 34 | 12 | 13 | 9  | 43 | 37 | +6   | Clasificación a Copa del Rey                          |
| 7    | A. D. Unión Adarve                | 48   | 34 | 12 | 12 | 10 | 44 | 44 | 0    | Clasificación a Copa RFEF                             |
| 8    | C. D. A. Navalcarnero             | 46   | 34 | 11 | 13 | 10 | 34 | 35 | −1   |                                                       |
| 9    | C. F. Talavera de la Reina        | 46   | 34 | 12 | 10 | 12 | 31 | 27 | +4   |                                                       |
| 10   | C. D. Guadalajara                 | 46   | 34 | 14 | 4  | 16 | 46 | 53 | −7   |                                                       |
| 11   | C. F. Villanovense                | 44   | 34 | 12 | 8  | 14 | 35 | 35 | 0    |                                                       |
| 12   | C. D. E. Ursaria (D)              | 44   | 34 | 12 | 8  | 14 | 34 | 39 | −5   | Descenso Administrativo (Retirado)                    |
| 13   | C. D. Illescas                    | 44   | 34 | 11 | 11 | 12 | 34 | 32 | +2   | Promoción de permanencia                              |
| 14   | A. D. Llerenense (D)              | 44   | 34 | 12 | 8  | 14 | 31 | 36 | −5   | Descenso a Tercera Federación                         |
| 15   | U. D. San Fernando (D)            | 38   | 34 | 9  | 11 | 14 | 31 | 43 | −12  | Descenso a Tercera Federación                         |
| 16   | C. D. Badajoz (D)                 | 37   | 34 | 8  | 13 | 13 | 35 | 39 | −4   | Descenso a Tercera Federación                         |
| 17   | C. D. Mensajero (D)               | 25   | 34 | 5  | 10 | 19 | 28 | 58 | −30  | Descenso a Tercera Federación                         |
| 18   | U. D. Montijo (D)                 | 23   | 34 | 6  | 5  | 23 | 28 | 58 | −30  | Descenso a Tercera Federación                         |

Actualizado a los partidos jugados el 5 de mayo de 2024.
 Fuente: Resultados Fútbol
Notas:
1. ↑  El C. D. E. Ursaria fue relegado de manera administrativa a Tercera Federación por impagos.[75]
2. ↑  El C. D. Illescas no participa en el torneo por la permanencia en Segunda Federación debido a que fue salvado por ser el mejor club que se encuentra en la posición de Promoción de permanencia, ya que al ser club que consiguió la mayor cantidad de puntos que consiguió durante la temporada regular cuenta con un mejor coeficiente que los demás equipos que finalizaron en la decimotercera posición.

#### Evolución de la clasificación
| Jornada        | 1   | 2   | 3   | 4  | 5  | 6  | 7  | 8  | 9  | 10 | 11 | 12 | 13 | 14 | 15 | 16 | 17 | 18 | 19 | 20 | 21 | 22 | 23 | 24 | 25  | 26  | 27  | 28  | 29 | 30 | 31 | 32 | 33 | 34 |
| Equipo         |     |     |     |    |    |    |    |    |    |    |    |    |    |    |    |    |    |    |    |    |    |    |    |    |     |     |     |     |    |    |    |    |    |    |
| -------------- | --- | --- | --- | -- | -- | -- | -- | -- | -- | -- | -- | -- | -- | -- | -- | -- | -- | -- | -- | -- | -- | -- | -- | -- | --- | --- | --- | --- | -- | -- | -- | -- | -- | -- |
| Gim. Segoviana | 2   | 3   | 2   | 2  | 2  | 2  | 4  | 7  | 4  | 7  | 9  | 8  | 8  | 4  | 6  | 2  | 4  | 7  | 6  | 6  | 6  | 4  | 2  | 3  | 4*  | 4*  | 3*  | 3*  | 3  | 1  | 1  | 1  | 2  | 1  |
| Sanse          | 13* | 16* | 16* | 8  | 6  | 7  | 6  | 4  | 7  | 5  | 5  | 6  | 5  | 7  | 5  | 5  | 3  | 2  | 3  | 1  | 1  | 1  | 3  | 1  | 1   | 1   | 2   | 1   | 1  | 2  | 3  | 3  | 3  | 2  |
| Numancia       | 18  | 18  | 12  | 7  | 3  | 3  | 2  | 2  | 2  | 1  | 2  | 2  | 4  | 5  | 3  | 4  | 1  | 1  | 4  | 2  | 2  | 2  | 4  | 4  | 2   | 2   | 1   | 2   | 2  | 3  | 2  | 2  | 1  | 3  |
| Getafe B       | 11  | 15  | 15  | 17 | 11 | 6  | 8  | 11 | 13 | 10 | 15 | 14 | 11 | 10 | 7  | 9  | 7  | 6  | 7  | 7  | 7  | 6  | 5  | 5  | 6   | 6   | 6   | 5   | 5  | 5  | 5  | 4  | 4  | 4  |
| Atlético Paso  | 9   | 7   | 6   | 9  | 10 | 11 | 7  | 5  | 3  | 6  | 4  | 4  | 2  | 3  | 4  | 6  | 5  | 3  | 1  | 3  | 3  | 5  | 6  | 6  | 5   | 5   | 4   | 4   | 4  | 4  | 4  | 5  | 5  | 5  |
| Cacereño       | 1   | 4   | 3   | 6  | 8  | 10 | 12 | 9  | 12 | 9  | 13 | 15 | 14 | 14 | 14 | 12 | 13 | 11 | 13 | 12 | 11 | 11 | 11 | 10 | 10  | 10  | 9   | 9   | 12 | 10 | 10 | 7  | 7  | 6  |
| Unión Adarve   | 3   | 6   | 5   | 4  | 4  | 4  | 3  | 3  | 6  | 4  | 6  | 7  | 7  | 6  | 8  | 8  | 11 | 8  | 9  | 9  | 8  | 7  | 7  | 9  | 9   | 8   | 7   | 7   | 8  | 9  | 6  | 8  | 6  | 7  |
| Navalcarnero   | 17  | 14  | 9   | 5  | 7  | 8  | 9  | 6  | 9  | 13 | 14 | 12 | 15 | 15 | 16 | 16 | 16 | 16 | 16 | 16 | 15 | 15 | 16 | 16 | 15  | 15  | 15  | 15  | 15 | 15 | 14 | 13 | 11 | 8  |
| Talavera       | 5   | 1   | 1   | 1  | 1  | 1  | 1  | 1  | 1  | 2  | 1  | 1  | 1  | 1  | 2  | 3  | 6  | 4  | 2  | 4  | 5  | 8  | 8  | 7  | 7   | 7   | 8   | 8   | 6  | 6  | 7  | 6  | 8  | 9  |
| Guadalajara    | 12* | 12* | 7*  | 12 | 17 | 18 | 13 | 13 | 10 | 8  | 10 | 13 | 10 | 9  | 12 | 11 | 12 | 13 | 11 | 8  | 9  | 9  | 10 | 11 | 11* | 11* | 12* | 10* | 9  | 8  | 9  | 11 | 12 | 10 |
| Villanovense   | 16  | 13  | 17  | 13 | 14 | 13 | 15 | 15 | 14 | 15 | 12 | 9  | 12 | 12 | 10 | 13 | 10 | 12 | 8  | 10 | 10 | 10 | 9  | 8  | 8   | 9   | 10  | 11  | 10 | 11 | 12 | 9  | 9  | 11 |
| Ursaria        | 10  | 11  | 11  | 14 | 9  | 5  | 5  | 8  | 5  | 3  | 3  | 3  | 6  | 8  | 9  | 7  | 9  | 10 | 12 | 13 | 13 | 14 | 13 | 12 | 13  | 12  | 14  | 13  | 11 | 12 | 11 | 12 | 13 | 12 |
| Illescas       | 4   | 9   | 10  | 10 | 13 | 12 | 14 | 10 | 8  | 11 | 7  | 5  | 3  | 2  | 1  | 1  | 2  | 5  | 5  | 5  | 4  | 3  | 1  | 2  | 3   | 3   | 5   | 6   | 7  | 7  | 10 | 10 | 10 | 13 |
| Llerenense     | 8   | 2   | 8   | 11 | 12 | 16 | 11 | 14 | 11 | 14 | 11 | 11 | 9  | 11 | 11 | 10 | 8  | 9  | 10 | 11 | 12 | 12 | 14 | 13 | 12  | 14  | 13  | 12  | 13 | 13 | 13 | 14 | 14 | 14 |
| San Fernando   | 7   | 5   | 4   | 3  | 5  | 9  | 10 | 12 | 16 | 17 | 17 | 16 | 17 | 16 | 15 | 15 | 15 | 15 | 15 | 15 | 14 | 13 | 12 | 14 | 14  | 13  | 11  | 14  | 14 | 14 | 15 | 16 | 16 | 15 |
| Badajoz        | 14  | 17  | 18  | 18 | 15 | 14 | 16 | 17 | 15 | 12 | 8  | 10 | 13 | 13 | 13 | 14 | 14 | 14 | 14 | 14 | 16 | 16 | 15 | 15 | 16  | 16  | 16  | 16  | 16 | 16 | 16 | 15 | 15 | 16 |
| Mensajero      | 6   | 10  | 14  | 16 | 16 | 15 | 18 | 18 | 18 | 18 | 18 | 18 | 18 | 18 | 18 | 18 | 17 | 17 | 18 | 17 | 17 | 17 | 17 | 17 | 17  | 17  | 17  | 17  | 17 | 17 | 17 | 17 | 17 | 17 |
| Montijo        | 15  | 8   | 13  | 15 | 18 | 17 | 17 | 16 | 17 | 16 | 16 | 17 | 16 | 17 | 17 | 17 | 18 | 18 | 17 | 18 | 18 | 18 | 18 | 18 | 18  | 18  | 18  | 18  | 18 | 18 | 18 | 18 | 18 | 18 |

(*) Con partido(s) pendiente(s).

### Tabla de resultados cruzados
| Local \ Visitante                | ATP | BAD | CAC | GET | GIM | GUA | ILL | LLE | MEN | MON | NAV | NUM | SFE | SSR | TAL | UNI | URS | VIL |
| -------------------------------- | --- | --- | --- | --- | --- | --- | --- | --- | --- | --- | --- | --- | --- | --- | --- | --- | --- | --- |
| C. D. Atlético Paso              | —   | 1–0 | 0–0 | 1–0 | 2–1 | 2–0 | 1–1 | 1–0 | 1–0 | 2–1 | 0–0 | 0–1 | 1–1 | 1–0 | 1–0 | 2–1 | 2–0 | 0–1 |
| C. D. Badajoz                    | 0–1 | —   | 2–0 | 1–1 | 0–1 | 1–2 | 0–0 | 2–3 | 3–0 | 1–1 | 0–0 | 1–0 | 1–0 | 0–0 | 3–2 | 1–2 | 1–1 | 0–0 |
| C. P. Cacereño                   | 2–0 | 1–1 | —   | 0–0 | 2–3 | 1–3 | 1–0 | 0–0 | 0–0 | 2–1 | 2–0 | 5–0 | 2–0 | 1–2 | 4–0 | 1–1 | 2–3 | 0–1 |
| Getafe C. F. "B"                 | 0–0 | 0–0 | 3–3 | —   | 1–1 | 2–0 | 0–1 | 4–1 | 2–0 | 1–0 | 2–1 | 0–3 | 2–0 | 3–1 | 1–4 | 2–1 | 1–0 | 4–1 |
| Gimnástica Segoviana C. F.       | 2–1 | 2–1 | 5–0 | 1–1 | —   | 2–0 | 1–0 | 1–0 | 0–0 | 4–1 | 0–0 | 2–0 | 1–0 | 1–0 | 0–1 | 0–1 | 2–0 | 3–0 |
| C. D. Guadalajara                | 3–1 | 1–1 | 0–2 | 1–0 | 1–1 | —   | 1–2 | 3–2 | 6–2 | 2–1 | 3–2 | 1–0 | 1–3 | 1–2 | 0–2 | 2–1 | 1–0 | 1–2 |
| C. D. Illescas                   | 0–0 | 0–0 | 0–0 | 0–0 | 0–0 | 1–2 | —   | 0–3 | 3–1 | 1–2 | 2–0 | 1–2 | 6–0 | 0–0 | 1–0 | 2–1 | 1–2 | 1–1 |
| A. D. Llerenense                 | 0–0 | 2–1 | 0–0 | 0–2 | 1–1 | 1–0 | 0–1 | —   | 2–1 | 3–1 | 0–1 | 0–2 | 1–0 | 2–2 | 1–0 | 3–1 | 0–2 | 0–0 |
| C. D. Mensajero                  | 0–2 | 1–1 | 0–0 | 0–1 | 0–1 | 4–1 | 1–0 | 0–1 | —   | 1–1 | 0–1 | 2–3 | 1–0 | 0–3 | 1–0 | 0–3 | 1–1 | 1–2 |
| U. D. Montijo                    | 0–2 | 1–2 | 0–1 | 0–1 | 0–2 | 1–2 | 0–1 | 0–1 | 0–2 | —   | 0–1 | 1–0 | 1–2 | 1–1 | 1–1 | 2–1 | 0–2 | 1–0 |
| C. D. A. Navalcarnero            | 1–1 | 3–1 | 0–2 | 0–0 | 2–2 | 3–1 | 2–2 | 1–0 | 2–2 | 4–2 | —   | 1–1 | 0–1 | 1–1 | 0–0 | 1–2 | 2–1 | 0–2 |
| C. D. Numancia de Soria          | 3–1 | 2–2 | 5–1 | 1–1 | 3–1 | 0–2 | 2–3 | 2–0 | 3–0 | 1–2 | 2–0 | —   | 2–0 | 1–1 | 1–0 | 1–0 | 3–0 | 1–0 |
| U. D. San Fernando               | 0–0 | 2–1 | 2–3 | 2–2 | 1–0 | 2–0 | 2–2 | 0–2 | 1–1 | 0–2 | 1–2 | 1–0 | —   | 0–0 | 0–0 | 1–1 | 0–1 | 2–0 |
| U. D. San Sebastián de los Reyes | 2–0 | 3–2 | 1–1 | 1–2 | 0–0 | 2–1 | 2–0 | 3–0 | 4–0 | 4–0 | 0–0 | 7–1 | 2–3 | —   | 0–0 | 4–0 | 3–1 | 1–1 |
| C. F. Talavera de la Reina       | 0–0 | 1–2 | 1–2 | 3–0 | 1–0 | 0–0 | 1–0 | 1–1 | 2–0 | 2–0 | 0–1 | 1–1 | 1–0 | 1–4 | —   | 0–0 | 3–0 | 1–0 |
| A. D. Unión Adarve               | 1–0 | 3–1 | 2–2 | 0–2 | 3–3 | 2–2 | 2–0 | 2–1 | 3–3 | 2–2 | 1–1 | 1–1 | 0–0 | 0–2 | 1–0 | —   | 2–1 | 1–1 |
| C. D. E. Ursaria                 | 0–1 | 1–0 | 1–0 | 0–0 | 3–0 | 3–2 | 0–1 | 0–0 | 2–2 | 4–1 | 1–0 | 0–1 | 1–1 | 1–1 | 1–1 | 0–1 | —   | 1–0 |
| C. F. Villanovense               | 0–0 | 1–2 | 0–0 | 4–0 | 1–2 | 2–0 | 2–1 | 1–0 | 3–1 | 2–1 | 0–1 | 1–2 | 3–3 | 0–2 | 0–1 | 0–1 | 3–0 | —   |

#### Máximos goleadores
| Pos. | Jugador        | Equipo                           | Goles | Partidos | Penaltis |
| ---- | -------------- | -------------------------------- | ----- | -------- | -------- |
| 1.º  | Diego Morcillo | C. D. Guadalajara                | 18    | 30       | 4        |
| 2.º  | Andreu Arasa   | U. D. San Sebastián de los Reyes | 16    | 27       | 0        |
| 3.º  | Andrei Lupu    | C. D. Numancia de Soria          | 14    | 30       | 2        |
| 3.º  | Álvaro Sánchez | A. D. Unión Adarve               | 13    | 32       | 2        |
| =    | Juancho        | U. D. San Sebastián de los Reyes | 13    | 33       | 2        |
| =    | Iván Moreno    | C. D. Guadalajara                | 13    | 33       | 2        |

## Campeones de grupo y ascensos a Primera Federación
Los campeones de cada grupo consiguieron el ascenso directo a Primera Federación y la clasificación a la Copa del Rey (excepto los equipos filiales, que no participan en dicha copa).
| Campeones |

| Bandera de Galicia | Bandera del País Vasco | Bandera de la Comunidad Valenciana | Bandera de Andalucía | Bandera de Castilla y León |
| Ourense C. F.      | Bilbao Athletic        | Hércules de Alicante C. F.         | Sevilla Atlético     | Gimnástica Segoviana C. F. |
| Grupo I            | Grupo II               | Grupo III                          | Grupo IV             | Grupo V                    |

## Playoff de ascenso a Primera Federación
Participan los equipos clasificados del segundo al quinto lugar, de los cuales cinco equipos ascienden. Se desarrolla mediante el sistema de eliminatorias a doble partido. En el caso de terminar el marcador global en empate, y de la misma manera la prórroga, se proclama vencedor el equipo mejor clasificado en la liga regular. En el caso de que ambos equipos se hayan clasificado en igual posición, se lanza una tanda de penaltis.

### Clasificados
| Pos | Grupo I          | Grupo II         | Grupo III            | Grupo IV          | Grupo V                          |
| --- | ---------------- | ---------------- | -------------------- | ----------------- | -------------------------------- |
| 2.° | Pontevedra C. F. | Barakaldo C. F.  | C. E. Europa         | Yeclano Deportivo | U. D. San Sebastián de los Reyes |
| 3.° | Zamora C. F.     | U. D. Logroñés   | C. F. Badalona Futur | Marbella F. C.    | C. D. Numancia de Soria          |
| 4.° | C. D. Guijuelo   | Utebo F. C.      | U. E. Sant Andreu    | Orihuela C. F.    | Getafe C. F. "B"                 |
| 5.° | Rayo Cantabria   | Deportivo Aragón | C. Lleida Esportiu   | Betis Deportivo   | C. D. Atlético Paso              |

### Cuadro
|  | Semifinales                                          | Semifinales                                          | Semifinales                                          | Semifinales                                          |   |    | Final                                                | Final                                                | Final                                                | Final                                                |  |
|  | 12 de mayo de 2024 (ida) 19 de mayo de 2024 (vuelta) | 12 de mayo de 2024 (ida) 19 de mayo de 2024 (vuelta) | 12 de mayo de 2024 (ida) 19 de mayo de 2024 (vuelta) | 12 de mayo de 2024 (ida) 19 de mayo de 2024 (vuelta) |   |    | 26 de mayo de 2024 (ida) 2 de junio de 2024 (vuelta) | 26 de mayo de 2024 (ida) 2 de junio de 2024 (vuelta) | 26 de mayo de 2024 (ida) 2 de junio de 2024 (vuelta) | 26 de mayo de 2024 (ida) 2 de junio de 2024 (vuelta) |  |
|  |                                                      |                                                      |                                                      |                                                      |   |    |                                                      |                                                      |                                                      |                                                      |  |
|  |                                                      |                                                      |                                                      |                                                      |   |    |                                                      |                                                      |                                                      |                                                      |  |
|  | 5º                                                   | Betis Deportivo                                      | 2                                                    | 3                                                    |   |    |                                                      |                                                      |                                                      |                                                      |  |
|  | 5º                                                   | Betis Deportivo                                      | 2                                                    | 3                                                    |   |    |                                                      |                                                      |                                                      |                                                      |  |
|  | 2º                                                   | C. E. Europa                                         | 0                                                    | 1                                                    |   |    |                                                      |                                                      |                                                      |                                                      |  |
|  | 2º                                                   | C. E. Europa                                         | 0                                                    | 1                                                    |   | 5º | Betis Deportivo                                      | 1                                                    | 1                                                    |                                                      |  |
|  |                                                      |                                                      |                                                      |                                                      |   | 5º | Betis Deportivo                                      | 1                                                    | 1                                                    |                                                      |  |
|  |                                                      |                                                      | 2º                                                   | Pontevedra C. F.                                     | 0 | 1  |                                                      |                                                      |                                                      |                                                      |  |
|  | 5º                                                   | Deportivo Aragón                                     | 2º                                                   | Pontevedra C. F.                                     | 0 | 1  | 2                                                    | 1                                                    |                                                      |                                                      |  |
|  | 5º                                                   | Deportivo Aragón                                     |                                                      |                                                      |   |    | 2                                                    | 1                                                    |                                                      |                                                      |  |
|  | 2º                                                   | Pontevedra C. F.                                     | 1                                                    | 3                                                    |   |    |                                                      |                                                      |                                                      |                                                      |  |
|  | 2º                                                   | Pontevedra C. F.                                     | 1                                                    | 3                                                    |   |    |                                                      |                                                      |                                                      |                                                      |  |
|  |                                                      |                                                      |                                                      |                                                      |   |    |                                                      |                                                      |                                                      |                                                      |  |

|  | Semifinales                                          | Semifinales                                          | Semifinales                                          | Semifinales                                          |   |    | Final                                                | Final                                                | Final                                                | Final                                                |  |
|  | 12 de mayo de 2024 (ida) 19 de mayo de 2024 (vuelta) | 12 de mayo de 2024 (ida) 19 de mayo de 2024 (vuelta) | 12 de mayo de 2024 (ida) 19 de mayo de 2024 (vuelta) | 12 de mayo de 2024 (ida) 19 de mayo de 2024 (vuelta) |   |    | 26 de mayo de 2024 (ida) 1 de junio de 2024 (vuelta) | 26 de mayo de 2024 (ida) 1 de junio de 2024 (vuelta) | 26 de mayo de 2024 (ida) 1 de junio de 2024 (vuelta) | 26 de mayo de 2024 (ida) 1 de junio de 2024 (vuelta) |  |
|  |                                                      |                                                      |                                                      |                                                      |   |    |                                                      |                                                      |                                                      |                                                      |  |
|  |                                                      |                                                      |                                                      |                                                      |   |    |                                                      |                                                      |                                                      |                                                      |  |
|  | 4º                                                   | Orihuela C. F.                                       | 1                                                    | 0                                                    |   |    |                                                      |                                                      |                                                      |                                                      |  |
|  | 4º                                                   | Orihuela C. F.                                       | 1                                                    | 0                                                    |   |    |                                                      |                                                      |                                                      |                                                      |  |
|  | 3º                                                   | C. F. Badalona Futur                                 | 0                                                    | 0                                                    |   |    |                                                      |                                                      |                                                      |                                                      |  |
|  | 3º                                                   | C. F. Badalona Futur                                 | 0                                                    | 0                                                    |   | 4º | Orihuela C. F.                                       | 3                                                    | 0                                                    |                                                      |  |
|  |                                                      |                                                      |                                                      |                                                      |   | 4º | Orihuela C. F.                                       | 3                                                    | 0                                                    |                                                      |  |
|  |                                                      |                                                      | 2º                                                   | Barakaldo C. F.                                      | 1 | 2  |                                                      |                                                      |                                                      |                                                      |  |
|  | 5º                                                   | C. D. Atlético Paso                                  | 2º                                                   | Barakaldo C. F.                                      | 1 | 2  | 0                                                    | 0                                                    |                                                      |                                                      |  |
|  | 5º                                                   | C. D. Atlético Paso                                  |                                                      |                                                      |   |    | 0                                                    | 0                                                    |                                                      |                                                      |  |
|  | 2º                                                   | Barakaldo C. F.                                      | 0                                                    | 1                                                    |   |    |                                                      |                                                      |                                                      |                                                      |  |
|  | 2º                                                   | Barakaldo C. F.                                      | 0                                                    | 1                                                    |   |    |                                                      |                                                      |                                                      |                                                      |  |
|  |                                                      |                                                      |                                                      |                                                      |   |    |                                                      |                                                      |                                                      |                                                      |  |

|  | Semifinales                                               | Semifinales                                               | Semifinales                                               | Semifinales                                               |   |    | Final                                                | Final                                                | Final                                                | Final                                                |  |
|  | 12 de mayo de 2024 (ida) 18 y 19 de mayo de 2024 (vuelta) | 12 de mayo de 2024 (ida) 18 y 19 de mayo de 2024 (vuelta) | 12 de mayo de 2024 (ida) 18 y 19 de mayo de 2024 (vuelta) | 12 de mayo de 2024 (ida) 18 y 19 de mayo de 2024 (vuelta) |   |    | 26 de mayo de 2024 (ida) 2 de junio de 2024 (vuelta) | 26 de mayo de 2024 (ida) 2 de junio de 2024 (vuelta) | 26 de mayo de 2024 (ida) 2 de junio de 2024 (vuelta) | 26 de mayo de 2024 (ida) 2 de junio de 2024 (vuelta) |  |
|  |                                                           |                                                           |                                                           |                                                           |   |    |                                                      |                                                      |                                                      |                                                      |  |
|  |                                                           |                                                           |                                                           |                                                           |   |    |                                                      |                                                      |                                                      |                                                      |  |
|  | 4º                                                        | U. E. Sant Andreu                                         | 2                                                         | 0                                                         |   |    |                                                      |                                                      |                                                      |                                                      |  |
|  | 4º                                                        | U. E. Sant Andreu                                         | 2                                                         | 0                                                         |   |    |                                                      |                                                      |                                                      |                                                      |  |
|  | 3º                                                        | Zamora C. F.                                              | 0                                                         | 2                                                         |   |    |                                                      |                                                      |                                                      |                                                      |  |
|  | 3º                                                        | Zamora C. F.                                              | 0                                                         | 2                                                         |   | 3º | Zamora C. F.                                         | 1                                                    | 1                                                    |                                                      |  |
|  |                                                           |                                                           |                                                           |                                                           |   | 3º | Zamora C. F.                                         | 1                                                    | 1                                                    |                                                      |  |
|  |                                                           |                                                           | 2º                                                        | U. D. San Sebastián de los Reyes                          | 1 | 0  |                                                      |                                                      |                                                      |                                                      |  |
|  | 5º                                                        | Rayo Cantabria                                            | 2º                                                        | U. D. San Sebastián de los Reyes                          | 1 | 0  | 2                                                    | 0                                                    |                                                      |                                                      |  |
|  | 5º                                                        | Rayo Cantabria                                            |                                                           |                                                           |   |    | 2                                                    | 0                                                    |                                                      |                                                      |  |
|  | 2º                                                        | U. D. San Sebastián de los Reyes                          | 2                                                         | 1                                                         |   |    |                                                      |                                                      |                                                      |                                                      |  |
|  | 2º                                                        | U. D. San Sebastián de los Reyes                          | 2                                                         | 1                                                         |   |    |                                                      |                                                      |                                                      |                                                      |  |
|  |                                                           |                                                           |                                                           |                                                           |   |    |                                                      |                                                      |                                                      |                                                      |  |

|  | Semifinales                                                    | Semifinales                                                    | Semifinales                                                    | Semifinales                                                    |   |    | Final                                                | Final                                                | Final                                                | Final                                                |  |
|  | 11 y 12 de mayo de 2024 (ida) 18 y 19 de mayo de 2024 (vuelta) | 11 y 12 de mayo de 2024 (ida) 18 y 19 de mayo de 2024 (vuelta) | 11 y 12 de mayo de 2024 (ida) 18 y 19 de mayo de 2024 (vuelta) | 11 y 12 de mayo de 2024 (ida) 18 y 19 de mayo de 2024 (vuelta) |   |    | 26 de mayo de 2024 (ida) 2 de junio de 2024 (vuelta) | 26 de mayo de 2024 (ida) 2 de junio de 2024 (vuelta) | 26 de mayo de 2024 (ida) 2 de junio de 2024 (vuelta) | 26 de mayo de 2024 (ida) 2 de junio de 2024 (vuelta) |  |
|  |                                                                |                                                                |                                                                |                                                                |   |    |                                                      |                                                      |                                                      |                                                      |  |
|  |                                                                |                                                                |                                                                |                                                                |   |    |                                                      |                                                      |                                                      |                                                      |  |
|  | 4º                                                             | Getafe C. F. "B"                                               | 0                                                              | 1                                                              |   |    |                                                      |                                                      |                                                      |                                                      |  |
|  | 4º                                                             | Getafe C. F. "B"                                               | 0                                                              | 1                                                              |   |    |                                                      |                                                      |                                                      |                                                      |  |
|  | 3º                                                             | Marbella F. C.                                                 | 0                                                              | 2                                                              |   |    |                                                      |                                                      |                                                      |                                                      |  |
|  | 3º                                                             | Marbella F. C.                                                 | 0                                                              | 2                                                              |   | 3º | Marbella F. C.                                       | 1                                                    | 1                                                    |                                                      |  |
|  |                                                                |                                                                |                                                                |                                                                |   | 3º | Marbella F. C.                                       | 1                                                    | 1                                                    |                                                      |  |
|  |                                                                |                                                                | 3º                                                             | U. D. Logroñés                                                 | 0 | 0  |                                                      |                                                      |                                                      |                                                      |  |
|  | 4º                                                             | C. D. Guijuelo                                                 | 3º                                                             | U. D. Logroñés                                                 | 0 | 0  | 0                                                    | 0                                                    |                                                      |                                                      |  |
|  | 4º                                                             | C. D. Guijuelo                                                 |                                                                |                                                                |   |    | 0                                                    | 0                                                    |                                                      |                                                      |  |
|  | 3º                                                             | U. D. Logroñés                                                 | 0                                                              | 1                                                              |   |    |                                                      |                                                      |                                                      |                                                      |  |
|  | 3º                                                             | U. D. Logroñés                                                 | 0                                                              | 1                                                              |   |    |                                                      |                                                      |                                                      |                                                      |  |
|  |                                                                |                                                                |                                                                |                                                                |   |    |                                                      |                                                      |                                                      |                                                      |  |

|  | Semifinales                                          | Semifinales                                          | Semifinales                                          | Semifinales                                          |   |    | Final                                                | Final                                                | Final                                                | Final                                                |  |
|  | 12 de mayo de 2024 (ida) 19 de mayo de 2024 (vuelta) | 12 de mayo de 2024 (ida) 19 de mayo de 2024 (vuelta) | 12 de mayo de 2024 (ida) 19 de mayo de 2024 (vuelta) | 12 de mayo de 2024 (ida) 19 de mayo de 2024 (vuelta) |   |    | 26 de mayo de 2024 (ida) 2 de junio de 2024 (vuelta) | 26 de mayo de 2024 (ida) 2 de junio de 2024 (vuelta) | 26 de mayo de 2024 (ida) 2 de junio de 2024 (vuelta) | 26 de mayo de 2024 (ida) 2 de junio de 2024 (vuelta) |  |
|  |                                                      |                                                      |                                                      |                                                      |   |    |                                                      |                                                      |                                                      |                                                      |  |
|  |                                                      |                                                      |                                                      |                                                      |   |    |                                                      |                                                      |                                                      |                                                      |  |
|  | 4º                                                   | Utebo F. C.                                          | 2                                                    | 0                                                    |   |    |                                                      |                                                      |                                                      |                                                      |  |
|  | 4º                                                   | Utebo F. C.                                          | 2                                                    | 0                                                    |   |    |                                                      |                                                      |                                                      |                                                      |  |
|  | 3º                                                   | C. D. Numancia de Soria                              | 2                                                    | 2                                                    |   |    |                                                      |                                                      |                                                      |                                                      |  |
|  | 3º                                                   | C. D. Numancia de Soria                              | 2                                                    | 2                                                    |   | 3º | C. D. Numancia de Soria                              | 2                                                    | 1                                                    |                                                      |  |
|  |                                                      |                                                      |                                                      |                                                      |   | 3º | C. D. Numancia de Soria                              | 2                                                    | 1                                                    |                                                      |  |
|  |                                                      |                                                      | 2º                                                   | Yeclano Deportivo                                    | 1 | 2  |                                                      |                                                      |                                                      |                                                      |  |
|  | 5º                                                   | C. Lleida Esportiu                                   | 2º                                                   | Yeclano Deportivo                                    | 1 | 2  | 0                                                    | 0                                                    |                                                      |                                                      |  |
|  | 5º                                                   | C. Lleida Esportiu                                   |                                                      |                                                      |   |    | 0                                                    | 0                                                    |                                                      |                                                      |  |
|  | 2º                                                   | Yeclano Deportivo                                    | 1                                                    | 2                                                    |   |    |                                                      |                                                      |                                                      |                                                      |  |
|  | 2º                                                   | Yeclano Deportivo                                    | 1                                                    | 2                                                    |   |    |                                                      |                                                      |                                                      |                                                      |  |
|  |                                                      |                                                      |                                                      |                                                      |   |    |                                                      |                                                      |                                                      |                                                      |  |

| Ascienden a Primera Federación |                 |                |                   |              |
| Barakaldo C. F.                | Betis Deportivo | Marbella F. C. | Yeclano Deportivo | Zamora C. F. |
|                                |                 |                |                   |              |

## Torneo por la Permanencia

### Participantes
| Pos  | Grupo I              | Grupo II     | Grupo III        | Grupo IV                   | Grupo V                                |
| ---- | -------------------- | ------------ | ---------------- | -------------------------- | -------------------------------------- |
| 13.° | Real Avilés I. C. F. | C. D. Izarra | S. D. Formentera | C. D. Manchego Ciudad Real | C. D. Illescas Salvado por coeficiente |

#### Final 1
| Ida; 12 de mayo de 2024, 12:00 | S. D. Formentera | 0:1 (0:1) | C. D. Izarra      | Camp Municipal, Formentera |                         |
|                                |                  | Reporte   | Mikel Arbeloa 18' | Árbitro(s): Masip Vidal    | Árbitro(s): Masip Vidal |

| Vuelta; 19 de mayo de 2024, 12:00 | C. D. Izarra      | 1:0 (1:0) (Global 2:0) | S. D. Formentera | Merkatondoa, Estella      |                           |
|                                   | Mikel Arbeloa 40' | Reporte                |                  | Árbitro(s): Rivera Olmedo | Árbitro(s): Rivera Olmedo |

#### Final 2
| Ida; 12 de mayo de 2024, 12:00 | C. D. Manchego Ciudad Real | 0:0 (0:0) | Real Avilés I. C. F. | Polideportivo Rey Juan Carlos, Ciudad Real |                                 |
|                                |                            | Reporte   |                      | Árbitro(s): Villaescusa Alarcón            | Árbitro(s): Villaescusa Alarcón |

| Vuelta; 19 de mayo de 2024, 18:00 | Real Avilés I. C. F. | 1:0 (0:0) (Global 1:0) | C. D. Manchego Ciudad Real | Estadio Municipal Román Suárez Puerta, Avilés |                               |
|                                   | Natalio Lorenzo 58'  | Reporte                |                            | Árbitro(s): Rezola Etxeberría                 | Árbitro(s): Rezola Etxeberría |

| Consiguen la Permanencia Real Avilés I. C. F. C. D. Izarra |

## Clasificados para laCopa del Rey 2024-25
Se clasifican los cinco mejores de cada grupo (salvo los filiales, ya que no participan en dicha competición).
| Bandera de Galicia | Bandera de Galicia | Bandera de Castilla y León | Bandera de Castilla y León | Bandera de Asturias |
| Ourense C. F.      | Pontevedra C. F.   | Zamora C. F.               | C. D. Guijuelo             | U. P. Langreo       |
| 1.º Grupo 1        | 2.º Grupo 1        | 3.º Grupo 1                | 4.º Grupo 1                | 6.º Grupo 1         |

| Bandera del País Vasco | Bandera de La Rioja (España) | Bandera de Aragón | Bandera de Navarra | Bandera de Aragón |
| Barakaldo C. F.        | U. D. Logroñés               | Utebo F. C.       | C. D. Tudelano     | U. D. Barbastro   |
| 2.º Grupo 2            | 3.º Grupo 2                  | 4.º Grupo 2       | 7.º Grupo 2        | 8.º Grupo 2       |

| Bandera de la Comunidad Valenciana | Bandera de Cataluña | Bandera de Cataluña  | Bandera de Cataluña | Bandera de Cataluña |
| Hércules de Alicante C. F.         | C. E. Europa        | C. F. Badalona Futur | U. E. Sant Andreu   | C. Lleida Esportiu  |
| 1.º Grupo 3                        | 2.º Grupo 3         | 3.º Grupo 3          | 4.º Grupo 3         | 5.º Grupo 3         |

| Bandera de la Región de Murcia | Bandera de Andalucía | Bandera de la Comunidad Valenciana | Bandera de Andalucía | Bandera de la Región de Murcia |
| Yeclano Deportivo              | Marbella F. C.       | Orihuela C. F.                     | C. D. Estepona       | Águilas F. C.                  |
| 2.º Grupo 4                    | 3.º Grupo 4          | 4.º Grupo 4                        | 6.º Grupo 4          | 7.º Grupo 4                    |

| Bandera de Castilla y León | Bandera de la Comunidad de Madrid | Bandera de Castilla y León | Bandera de Canarias | Bandera de Extremadura |
| Gimnástica Segoviana C. F. | U. D. San Sebastián de los Reyes  | C. D. Numancia de Soria    | C. D. Atlético Paso | C. P. Cacereño         |
| 1.º Grupo 5                | 2.º Grupo 5                       | 3.º Grupo 5                | 5.º Grupo 5         | 6.º Grupo 5            |

## Clasificados para laCopa RFEF 2024-25
Se clasifica el mejor posicionado de cada grupo que no consiguiera plaza para la Copa del Rey (salvo los filiales, ya que no participan en dicha competición).
| Bandera de Galicia | Bandera de La Rioja (España) | Bandera de Cataluña | Bandera de la Región de Murcia | Bandera de la Comunidad de Madrid |
| S. D. Compostela   | C. D. Calahorra              | Terrassa F. C.      | UCAM Murcia C. F.              | A. D. Unión Adarve                |
| 7.º Grupo 1        | 10.º Grupo 2                 | 6.º Grupo 3         | 8.º Grupo 4                    | 7.º Grupo 5                       |